# 中部配電
中部配電株式会社（ちゅうぶはいでん かぶしきがいしゃ）は、太平洋戦争中の1942年（昭和17年）から戦後の1951年（昭和26年）にかけて、中部地方の愛知・岐阜・三重・静岡・長野各県を配電区域として営業していた電力会社である。配電統制令に基づき設立された配電会社9社の一つで、中部電力の前身にあたる。
本店は愛知県名古屋市。1942年4月に中部5県の主要配電事業者11社を統合して設立され、翌年4月までに管轄地域に残る配電事業をすべて吸収。全国規模で発電・送電事業を統合した日本発送電からの受電と小規模な自社発電所を電源に、当該地域の配電業務をほぼ一手に担った。配電区域は中部5県ではあるが県境によらない区割りがあり、静岡県の富士川以東や岐阜・三重両県の一部を含まない。
1951年5月、電気事業再編成令の適用により解散した。解散と同時に、中部配電のほとんどの事業と日本発送電の一部事業を引き継いで発電・送電・配電の一貫経営を担う中部電力が設立された。

## 概要
中部配電株式会社は、「配電統制令」（昭和16年8月30日勅令第832号）に基づき設立され、配電事業の統制のため配電事業を経営した電力会社である。同令によって全国に9社設立された配電会社の一つであり、中部配電は愛知県・岐阜県（滋賀・富山両県に接する各1か村を除く）・三重県（南端部を除く）・静岡県（富士川以西）・長野県の5県を管轄した。
配電統制令公布・施行後の1941年（昭和16年）9月、配電統制令に基づく逓信大臣の中部配電株式会社設立命令が静岡市（市営事業を持つ）と伊那電気鉄道・揖斐川電気工業（現イビデン）・日本電力・東邦電力・中央電力・中央電気・中部合同電気・長野電気・矢作水力・信州電気の民間10社、合計11事業者に対して発令される。この11事業者により中部配電の設立準備が進行し、翌1942年（昭和17年）3月30日に名古屋市の名古屋商工会議所にて創立総会が開催され、同年4月1日付をもって設立登記ならびに事業開始に至った。設立当時の資本金は2億円。本店は名古屋市中区南大津通に置かれた。
設立の時点においては、11事業者の統合（第一次統合）を実施したのみで管轄地域の配電統制を全面的に実現したわけではなかった。そのため順次残存配電事業の統合（第二次統合）が進められ、1942年から翌1943年（昭和18年）4月までの間に計49事業者を統合して配電統合を完了した。以後、全国規模で発電・送電事業を受け持つ日本発送電や一部残存した発電事業者から卸売りされる電力を中部配電が受電し、これを自社水力・火力発電所で発電した電力とあわせて管轄区域の需要家に対して供給するという供給体制が確立された。ただし一部大口需要家の工場は日本発送電からの直配であり、他にも中部配電の配電業務が及ばなかった集落も存在する。
戦後の1946年（昭和21年）に配電統制令が失効したため特殊会社ではなくなり商法に準拠した通常の株式会社となる。次いで1950年（昭和25年）11月、電力国家管理体制の廃止と電気事業の再編成を目的とする「電気事業再編成令」（昭和25年11月24日政令第342号）が公布され、これに基づき日本発送電と中部配電を含む配電会社9社の解散が確定する。1951年（昭和26年）5月1日、電気事業再編成が実行に移されて中部地方には発・送・配電一貫経営の電力会社中部電力株式会社が発足し、それと同時に中部配電は資産負債のほとんどを中部電力へと継承して解散した。

## 中部配電の設立過程

### 中部地方における電気事業の発達

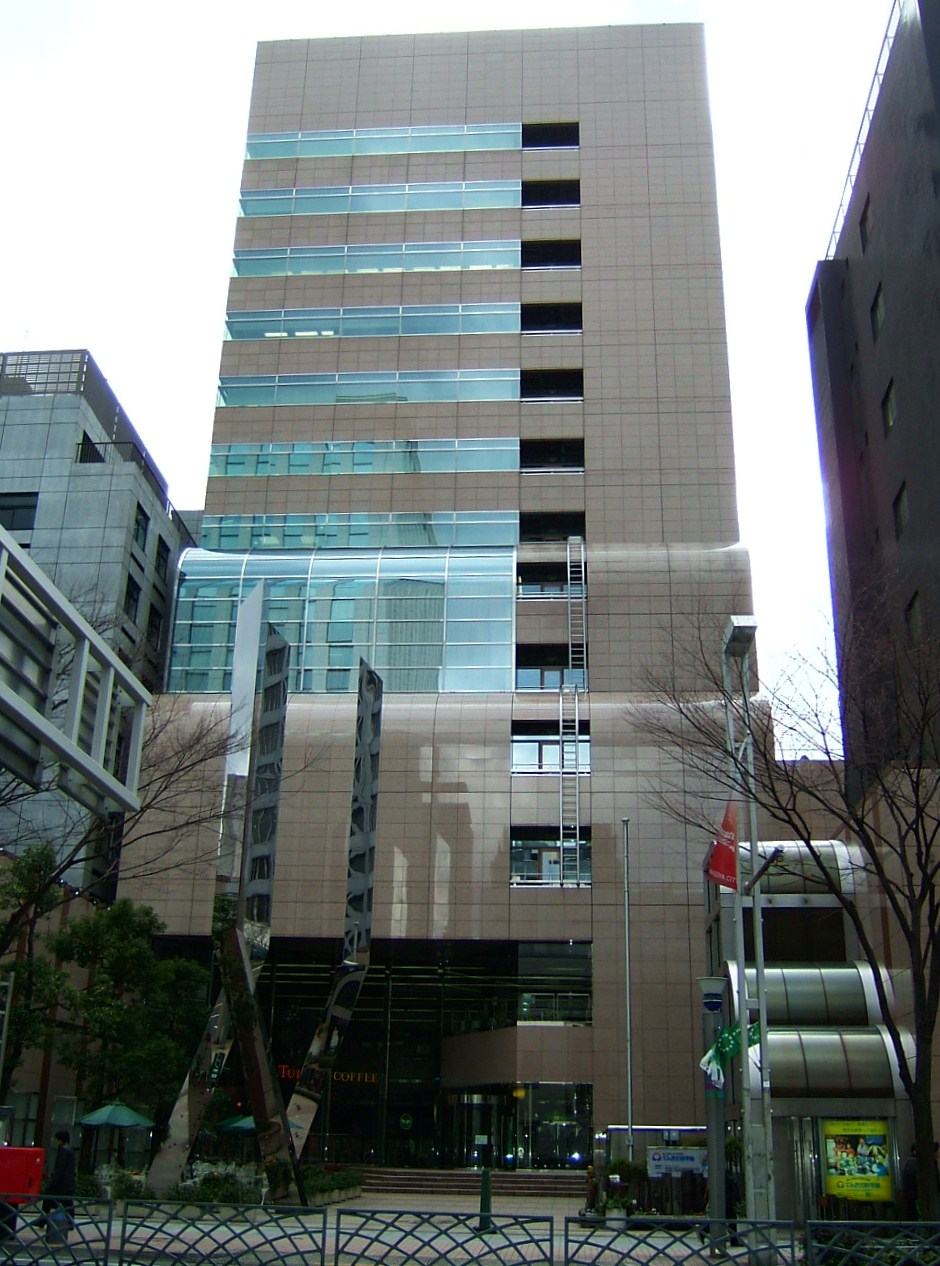
名古屋電灯第一発電所跡地に建つ電気文化会館（1986年竣工）

1887年（明治20年）、愛知県名古屋市において名古屋電灯が設立された。同社は2年後の1889年（明治22年）12月15日付で市内への電灯供給事業を開業する。これが東京と関西3都市に続く日本で5番目、中部地方（北陸を含む）に限ると第一号となる電気事業である。中部地方では5年後の1894年（明治27年）より後続事業の開業が相次ぐようになり、岐阜県では同年、静岡県では翌1895年（明治28年）、三重県では1897年（明治30年）、長野県では1898年（明治31年）に、それぞれ県内最初の電気事業が開業した。
日露戦争後の時期になると電灯や電動力の利用が全国的に本格化し、第一次世界大戦によって生じた大戦景気の下で一層の普及をみせた。1910年代を通じて多数の電気事業者が起業された一方で既存事業者の規模拡大も顕著で、中には地域の中核事業者へと伸びるものも現れた。中部地方においては名古屋電灯が他を圧倒する規模に拡大したほか、愛知県では豊橋電気・岡崎電灯、岐阜県では岐阜電気、静岡県では静岡市営電気と富士水電・日英水電、三重県では北勢電気・津電灯、長野県では長野電灯・信濃電気・諏訪電気・伊那電気鉄道といった事業者が1910年代中に電灯数5万灯超という規模に達している。また岐阜県では他の電力会社や大口工場への売電しつつ電気化学工業を経営するという揖斐川電気（後の揖斐川電気工業、現・イビデン）も台頭した。
技術革新によって発電・送電設備が大規模化するにつれて電力業界では事業が大資本へ集中する傾向が生じていたが、1920年（大正9年）の戦後恐慌発生とそれを踏まえた監督官庁逓信省の勧奨によって全国的に電気事業の合同・統一が活発化した。中部地方では名古屋電灯がその中核で、周辺事業者の合併を積極化して1920年から1922年（大正11年）までの短期間のうちに豊橋電気・岐阜電気・北勢電気などを合併、さらには奈良県の関西水力電気や九州地方の九州電灯鉄道などの遠方の電力会社とも合併し、中京・九州にまたがる資本金1億円超の大電力会社東邦電力へと発展した。三重県においては1922年に津電灯ほか2社の合同によって三重合同電気（後の合同電気）が発足。同社はその後も三重県下の事業統一を進めつつ、徳島県の徳島水力電気と合併して四国地方にもまたがる電力会社に発展した。1930年（昭和5年）になり、東邦電力の一部区域を受け入れるという形でこの合同電気と中部電力（旧・岡崎電灯）は東邦電力の傘下に入った。
静岡県では日英水電を1920年に合併した早川電力、後の東京電力が県内事業者の合併を続けて県西部・中部にかけて供給区域を広げた。同社も東邦電力の傘下にあったが、東京進出を事業の柱に据えて関東地方の中核会社東京電灯と競争した結果、1928年（昭和3年）に東京電灯へと吸収された。その東京電灯は東京電力合併に先立つ周辺事業統合の過程で県東部の富士水電などを合併しており、静岡県内の大部分が東京電灯区域となっている。圏外事業者の中部進出には1922年に長野県の松本電灯を合併した新潟県の中央電気（旧・越後電気）という例もある。
1920年代には名古屋地区における電力供給に新興電力会社も参入した。一つ目は矢作水力で、1920年より順次矢作川を中心に発電所を完成させその電力を他の電気事業者や名古屋・西三河の工場へと供給した。次いで飛騨川や北陸での電源開発と関西方面への送電を目的に起業された日本電力が名古屋地区にも着目し、1924年（大正13年）より同地の工場に対する電力供給を開始した。名古屋を地盤とする東邦電力はこの侵入に対し、東邦電力で大量の電力を引き取るという受電契約を供給開始に先駆けて交わし、受電と引き換えに日本電力の勢力拡大を押しとどめるという道を選んだ。なお東邦電力には木曽川開発を手掛ける大同電力という姉妹会社（旧名古屋電灯から派生）があったが、同社は関西方面への送電に注力したため東邦電力との関係は日本電力よりも希薄化した。

### 配電統制に先駆けた事業統合

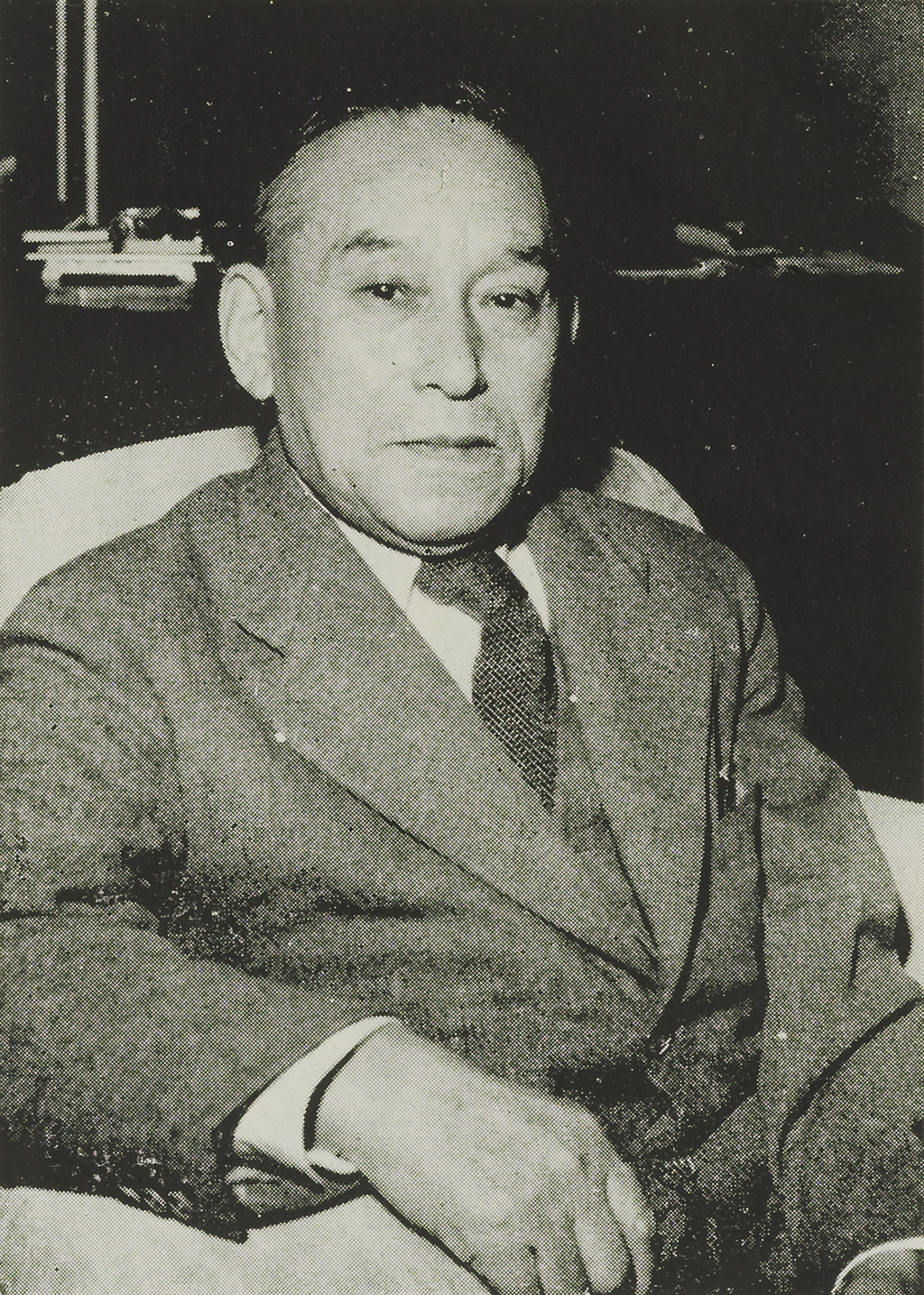
配電統制令法制化時の逓信大臣村田省蔵

1935年（昭和10年）、政府内において発電・送電事業を国家が管理するという「電力国家管理政策」の具体案作成が始まった。この動きは1938年（昭和13年）の「電力管理法」公布と翌1939年（昭和14年）の電力国家管理の主体となる特殊会社日本発送電設立へと流れていく。この動きに反発した東邦電力は自社を核とした地域的統合という対抗策を進め1937年（昭和12年）に傘下の合同電気・中部電力合併に踏み切った。地域的統合は同年長野県にも波及し、長野電灯と信濃電気の合併によって長野電気が発足、諏訪電気は安曇電気を合併し信州電気となった。
電力国家管理の議論が動く中、逓信省は当時国家管理の対象外として想定されていた配電事業についても整理を図るべく、1937年6月全国の主要電気事業者に対して隣接する小規模電気事業を統合するよう勧告した。この勧告に従い以後全国規模で小規模事業の統合が活発化する。東邦電力でも中部から九州にまたがる各地域で事業統合を続けたほか、1938年（昭和13年）には岐阜県内の一部地域を分割した上で東濃地方から長野県木曽地方にかけての中小事業を合同して傍系会社中部合同電気を立ち上げた。また傍系会社の三河水力電気を中心に三遠南信山間部の事業を統合した中央電力も1938年に設立している。他に東京電灯が静岡県、長野電気・信州電気・伊那電気鉄道が長野県でそれぞれ隣接小規模事業を統合した。
1939年4月、電力国家管理の主体として国策会社日本発送電が発足した。設立に際し、会社を挙げて日本発送電に合流した大同電力の事業をそのまま継承したほか、全国の事業者から主要火力発電設備と主要送電・変電設備の現物出資を受けている。同社の主たる業務は、自社発電所の発生電力ならびに水力発電所を持つ発電会社から買い入れた電力を配電事業者や一部大口電力需要家へと供給することにあった。翌1940年（昭和15年）になると、日中戦争長期化という情勢下での総力戦体制構築の一環として国家管理体制を強化する動きが始まり、既設の主要水力発電設備その他を日本発送電へ帰属させ、配電事業も地域別に国策配電会社を新設して既存電気事業者を解体するという方針が定められた。
配電統制の方針については、1940年9月に閣議決定された第二次電力国策要綱にて全国を数地区に分けて地区ごとに配電会社を新設、これに地区内の全配電事業を統合するという方針が定められた。逓信省での検討の結果、10月になり地区数は8と決められ、そのうち中部地区は愛知・岐阜・三重・静岡・長野の5県に富山・石川・福井の北陸3県を加えた8県からなるものとされた。翌1941年（昭和16年）4月には「配電事業統合要綱」が決定され、まず全国を8地区に分かち各地区の主要配電事業者に地区ごとの配電会社を設立させてこれに統合（第一次統合）、その後各配電会社に地区内の残余事業を統合させる（第二次統合）、という二段階の統合手続きが定められた。
配電統合の方針確定に伴って1941年5月中部地区主要事業者の代表が集まって設立準備委員会が立ち上げられた。これに加わった事業者は静岡市・伊那電気鉄道・揖斐川電気工業・日本電力・東邦電力・中央電力・中央電気・中部合同電気・長野電気・矢作水力・信州電気の11社に北陸3県の金沢市（市営事業経営）・日本海電気・京都電灯を加えた計14社である。しかし日本海電気社長の山田昌作は早くから北陸地区の独立を主張して運動しており、山田の主導と名古屋逓信局の督励によって日本海電気・高岡電灯・金沢電気軌道など北陸地区計12社の合併手続きが当時別個に進行中であった。合同による新会社北陸合同電気は同年8月1日付で発足する。直後に中部地区を暫定的に分割（全国9地区化）して北陸3県にも配電会社（北陸配電）を立ち上げるという方向に当局の方針が修正され、これに従い北陸合同電気と金沢市・京都電灯は中部地区の設立準備委員会から脱退した。

### 中部配電設立命令の発出
1941年8月30日、「配電統制令」が公布・施行された。続いて9月6日付で配電統制令に基づく配電会社9社の設立命令書が逓信大臣より主要配電事業者に対して発出される。対象事業者は全国計60社に上り、そのうち「中部配電株式会社」の設立命令書を手交されたものは静岡市・伊那電気鉄道・揖斐川電気工業・日本電力・東邦電力・中央電力・中央電気・中部合同電気・長野電気・矢作水力・信州電気の11社であった。中部配電設立命令受命者の概要は下表の通り。
| 受命者名             | 所在地       | 払込資本金額 | 電灯電力供給区域 |
| -------------------- | ------------ | ------------ | --- |
| 静岡市（公営）       | 静岡県静岡市 | -            | 静岡市内の大部分 |
| 伊那電気鉄道（株）   | 東京市麹町区 | 1315万1200円 | 長野県南信地方と愛知県下2か村 （主要都市：飯田市） |
| 揖斐川電気工業（株） | 東京市麹町区 | 2200万円     | 岐阜県下3か村以外は電力供給区域のみ |
| 日本電力（株）       | 大阪市北区   | 1億6845万円  | 中部では岐阜県下1か村以外は電力供給区域のみ |
| 東邦電力（株）       | 東京市麹町区 | 2億6000万円  | 中部では愛知県の大部分と岐阜県西濃・中濃・飛騨西部、三重県の大部分、静岡県浜名湖以西 （主要都市：名古屋・一宮・瀬戸・半田・岡崎・豊橋・岐阜・大垣・津・四日市・桑名・松阪・宇治山田） |
| 中央電力（株）       | 東京市神田区 | 645万6000円  | 愛知県東三河地方、静岡県遠州地方北西部、長野県南信地方南部 |
| 中央電気（株）       | 新潟県高田市 | 2525万円     | 中部では長野県松本地域・北信地方北部 （主要都市：松本市） |
| 中部合同電気（株）   | 名古屋市中区 | 400万円      | 岐阜県東濃地方・長野県木曽地域南部・愛知県北設楽郡稲武町 （主要都市：多治見市） |
| 長野電気（株）       | 長野県長野市 | 2638万7500円 | 中部では長野県北信・東信地方 （主要都市：長野市・上田市） |
| 矢作水力（株）       | 名古屋市東区 | 5960万円     | 中部では愛知県下1か村以外は電力供給区域のみ |
| 信州電気（株）       | 東京市京橋区 | 1098万7500円 | 長野県諏訪地域・中信地方北部 （主要都市：岡谷市） |

11社の受命者のうち中部合同電気・信州電気の2社は「配電株式会社と為るべき株式会社」に、その他は「電気供給事業設備を出資すべき者」にそれぞれ指名された。後者に関しては複数地区（最大4地区）にまたがって受命する場合もあり、日本電力は関東配電・北陸配電・関西配電、東邦電力は関西配電・四国配電・九州配電、中央電気は東北配電の設立命令をそれぞれ中部配電に加えて受命している。設備出資の範囲は、指定の発電設備・送電設備・変電設備と指定配電区域内にある一切の配電設備・需要者屋内設備・営業設備である。
設立命令書に規定された中部配電の配電区域は静岡・愛知・三重・岐阜・長野の5県である。配電区域は原則として府県境をもって区画するが、やむを得ない場合は「当分の間」の措置として例外を認め配電会社設立後に整理するという方針が事前に定められており、中部配電においても「当分の間」の措置として、新潟県・群馬県における長野電気区域（新潟県は中頸城郡杉野沢村、群馬県は北甘楽・碓氷両郡の大部分）を東北配電・関東配電ではなく中部配電の配電区域に含め、反対に次の区域を中部配電の配電区域に含めないものとされた。
1. 静岡県における東京電灯・富士電力の供給区域は関東配電の配電区域とする。
2. 長野県下水内郡・上水内郡・下高井郡の計10町村における中央電気の供給区域は東北配電の配電区域とする。
3. 三重県・岐阜県における宇治川電気の供給区域は関西配電の配電区域とする。

暫定的に配電区域範囲外とされた地域のうち、宇治川電気区域は滋賀県に隣接する不破郡今須村と三重県最南部の南牟婁郡中南部16町村だけに過ぎないが、東京電灯区域は伊豆の賀茂郡を除く静岡県内の各郡や熱海市・三島市・沼津市・清水市・浜松市、静岡市内の一部を含む（富士電力区域は駿東郡東部）。なお矢作水力も中部配電管外の福井県大野郡2か村を供給区域としていたが、同社の福井県内における事業は配電会社設立の前日付で京都電灯（北陸配電へ統合）が譲り受けた。

### 中部配電発足
中部配電設立命令書の交付を受けて、1941年9月中に中部配電の設立委員会が立ち上げられた。委員は静岡市長稲森誠次と各社の経営陣から1名ずつの計11名が選任され、そのうち東邦電力代表取締役の海東要造が設立委員長に指名された。9月20日には名古屋市内の東邦電力名古屋支店内に設立事務所が開設される。以後統合財産の評価額算定作業が進められ、12月には資本金を2億円とすることや統合事業者に対する株式の割当高が決定。翌1942年（昭和17年）1月には静岡市会と各社株主総会で中部配電設立に関する事項について承認を得るという手続きも済んだ。
そして1942年3月30日、名古屋市内の名古屋商工会議所において中部配電株式会社創立総会が開催された。2日後の4月1日付で会社設立登記を完了するとともに、第一次統合を完了して開業した。同日付で他地区の配電会社計8社も一斉に開業したほか、水力発電設備その他の日本発送電に対する出資（第二次出資、第一次出資は前年10月1日付）も実行に移されている。
第一次統合11事業者に対する設備評価額ならびに中部配電株式の交付数（交付株式はすべて額面50円全額払込済み株式）は下表の通りであった。なお、中部配電と「配電株式会社と為るべき株式会社」である中部合同電気・信州電気の統合比率は、株式の払込額で比較すると対中部合同電気が1対1.15、対信州電気が1対1.12である。
| 事業者名             | 統合設備評価額 （単位：円） | 交付株式数 （単位：株） |
| -------------------- | --------------------------- | ----------------------- |
| 静岡市               | 15,182,000                  | 303,640                 |
| 伊那電気鉄道（株）   | 7,321,007                   | 146,420                 |
| 揖斐川電気工業（株） | 1,249,734                   | 14,094                  |
| 日本電力（株）       | 2,119,161                   | 42,383                  |
| 東邦電力（株）       | 147,444,576                 | 2,143,592               |
| 中央電力（株）       | 2,107,853                   | 42,157                  |
| 中央電気（株）       | 3,894,429                   | 72,888                  |
| 中部合同電気（株）   | 5,127,273                   | 92,000                  |
| 長野電気（株）       | 19,967,514                  | 295,668                 |
| 矢作水力（株）       | 2,834,086                   | 56,681                  |
| 信州電気（株）       | 21,874,367                  | 246,120                 |
| 11事業者合計         | 229,122,000                 | 3,455,643               |

第一次統合11事業者のうち、日本発送電に対する設備出資の対象（1941年10月・1942年4月の出資のみ）にも含まれる事業者は揖斐川電気工業・日本電力・東邦電力・中央電力・中央電気・長野電気・矢作水力・信州電気の8社である。11事業者のうち「配電株式会社と為るべき株式会社」にあたる中部合同電気・信州電気は中部配電設立と同日、1942年4月1日付で消滅。配電会社や日本発送電に設備を出資した各社は、東邦電力と中央電力が同日付で解散し、2日付で矢作水力、4月20日付で中央電気、5月1日付で長野電気もそれぞれ解散した。一方で伊那電気鉄道は鉄道会社、揖斐川電気工業は工業会社として配電事業を失っても存続し、日本電力も証券保有会社「日電興業」に鞍替えし存続している。
このうち揖斐川電気工業に関しては、中部配電・日本発送電に対する出資設備は全電力設備のうち4割（簿価で比較）のみで、残りは自社化学工業部門の自家用設備として認められ出資を免れた。第一次統合11事業者の中で発電設備を持ったまま存続したものは揖斐川電気工業のみである。

### 配電区域の整理
配電会社設立3か月後の1942年7月、配電統制令に基づく事業譲渡命令が東北・関東・中部・関西・中国の各配電会社に発出された。中部配電に関する部分の内容は次の通りである。
1. 譲渡
  1. 東北配電に対し、新潟県における元長野電気区域に相当する配電区域を譲渡する。
  2. 関東配電に対し、群馬県における元長野電気区域に相当する配電区域を譲渡する。
  3. 関東配電に対し、静岡県熱海市・田方郡・賀茂郡・駿東郡における配電区域で元東京電灯区域および元富士電力区域に相当しない部分を譲渡する。
2. 譲受
  1. 東北配電より、長野県下水内郡・下高井郡・上水内郡計10町村における元中央電気区域に相当する配電区域を譲り受ける。
  2. 関東配電より、静岡県静岡市・浜松市・清水市・庵原郡・安倍郡・小笠郡・周智郡・磐田郡・引佐郡・浜名郡における元東京電灯区域に相当する配電区域を譲り受ける。
  3. 関東配電より、愛知県東加茂郡松平村における元東京電灯の供給区域を譲り受ける。

これらの東北配電・関東配電との間における供給区域整理は10月1日付で実行された。このうち関東配電からは発電所も譲り受けている。なお後述の第二次統合は整理後の配電区域に基づいて実施されており、静岡県内でも関東配電区域にあった伊豆合同電気・二岡電灯は中部配電ではなく関東配電へと統合された。
東北配電・関東配電との区域整理に続いて、翌1943年（昭和18年）3月31日付で配電区域の変更が命ぜられ、中部配電区域のうち岐阜県最北部の吉城郡坂下村（現・飛騨市）が北陸配電の配電区域に編入された。同村は元日本電力区域にあたる。これらの整理後、中部配電の配電区域は下記#配電区域節に記す範囲となった。

### 第二次統合の進行
配電会社設立命令による第一次統合は、原則として電気供給事業に関する固定資産額が500万円以上の事業者であった。対象外の残余事業者は前述の「配電事業統合要綱」にて各配電会社が順次統合していくという手続きがあらかじめ決定されており、中部配電においてもその方針に従って残存事業統合に着手した。
統合は原則として当事者間の任意によるという形を採るが、特に必要のある場合は配電統制令に基づく統合命令が発動された。第二次統合は1942年10月から翌1943年4月にかけて実施され、計49事業を統合して作業を完了した。これらの第二次統合における被統合事業者の一覧とその概要は下表の通りである。
| 1942年統合（6事業）                 | 1942年統合（6事業）  | 1942年統合（6事業） | 1942年統合（6事業）                  | 1942年統合（6事業） |
| 事業者名                            | 所在地               | 払込資本金額        | 電灯電力供給区域                     | 統合日              |
| ----------------------------------- | -------------------- | ------------------- | ------------------------------------ | ------------------- |
| 川根電力索道（株）                  | 静岡県志太郡藤枝町   | 5万円               | 志太郡笹間村・伊久身村               | 10月1日             |
| 木曽川電力（株）                    | 東京市麹町区         | 164万4000円         | 長野県木曽地域北部                   | 10月1日             |
| 飛騨電灯（株）                      | 岐阜県高山市         | 113万6600円         | 高山市を含む岐阜県飛騨地方           | 10月1日             |
| 信濃水電（株）                      | 東京市京橋区         | 25万円              | 供給区域なし（特定電気供給事業）     | 11月1日             |
| 千曲電気（株）                      | 長野県南佐久郡臼田町 | 56万円              | 供給区域なし（特定電気供給事業）     | 11月1日             |
| 井川電灯（株）                      | 東京市豊島区         | 1万2500円           | 静岡県安倍郡井川村                   | 12月1日             |
| 1943年統合（43事業）                |                      |                     |                                      |                     |
| 事業者名                            | 所在地               | 払込資本金額        | 電灯電力供給区域                     | 統合日              |
| 犬居町（公営）                      | 静岡県周智郡犬居町   | -                   | 周智郡犬居村・気多村の各一部         | 3月1日              |
| 気多村（公営）                      | 静岡県周智郡気多村   | -                   | 周智郡気多村の一部                   | 3月1日              |
| 中沢村（公営）                      | 長野県上伊那郡中沢村 | -                   | 所在地に同じ                         | 3月1日              |
| 上郷町（公営）                      | 長野県下伊那郡上郷村 | -                   | 所在地に同じ                         | 3月1日              |
| 三穂村（公営）                      | 長野県下伊那郡三穂村 | -                   | 所在地に同じ                         | 3月1日              |
| 船津町（公営）                      | 岐阜県吉城郡船津町   | -                   | 吉城郡船津町・阿曽布村の各一部       | 3月1日              |
| 細江村小鷹利村 電気事業組合（公営） | 岐阜県吉城郡         | -                   | 吉城郡細江村・小鷹利村               | 3月1日              |
| 宮村（公営）                        | 岐阜県大野郡宮村     | -                   | 大野郡宮村・高山市（一部）           | 3月1日              |
| 加子母村（公営）                    | 岐阜県恵那郡加子母村 | -                   | 所在地に同じ                         | 3月1日              |
| 阿木村（公営）                      | 岐阜県恵那郡阿木村   | -                   | 恵那郡阿木村の一部                   | 3月1日              |
| 鶴岡村（公営）                      | 岐阜県恵那郡鶴岡村   | -                   | 恵那郡鶴岡村の一部                   | 3月1日              |
| 遠山村（公営）                      | 岐阜県恵那郡遠山村   | -                   | 所在地に同じ                         | 3月1日              |
| 静波村（公営）                      | 岐阜県恵那郡静波村   | -                   | 恵那郡静波村・串原村（一部）         | 3月1日              |
| 駄知町（公営）                      | 岐阜県土岐郡駄知町   | -                   | 所在地に同じ                         | 3月1日              |
| 曽木村（公営）                      | 岐阜県土岐郡曽木村   | -                   | 所在地に同じ                         | 3月1日              |
| 明世村（公営）                      | 岐阜県土岐郡明世村   | -                   | 所在地に同じ                         | 3月1日              |
| 黒川村（公営）                      | 岐阜県加茂郡黒川村   | -                   | 所在地に同じ                         | 3月1日              |
| 八百津町（公営）                    | 岐阜県加茂郡八百津町 | -                   | 所在地に同じ                         | 3月1日              |
| 加治田村（公営）                    | 岐阜県加茂郡加治田村 | -                   | 加茂郡加治田村・蜂屋村（一部）       | 3月1日              |
| 外山村（公営）                      | 岐阜県本巣郡外山村   | -                   | 所在地に同じ                         | 3月1日              |
| 宮地村（公営）                      | 岐阜県揖斐郡宮地村   | -                   | 所在地に同じ                         | 3月1日              |
| 府中村（公営）                      | 岐阜県不破郡府中村   | -                   | 所在地に同じ                         | 3月1日              |
| 牧田村（公営）                      | 岐阜県養老郡牧田村   | -                   | 所在地に同じ                         | 3月1日              |
| 静岡電気鉄道（株）                  | 静岡県静岡市         | 267万円             | 静岡市・安倍郡の各一部               | 3月1日              |
| 大河内電灯（株）                    | 静岡県安倍郡大河内村 | 1万250円            | 所在地に同じ                         | 3月1日              |
| 梅ヶ島電業所                        | 静岡県安倍郡梅ヶ島村 | -                   | 所在地に同じ                         | 3月1日              |
| 角川電気（株）                      | 岐阜県吉城郡河合村   | 6万円               | 吉城郡河合村・坂上村                 | 3月1日              |
| 茂住電灯（株）                      | 岐阜県吉城郡船津町   | 2万円               | 吉城郡船津町の一部                   | 3月1日              |
| 上ノ保川水力電気（株）              | 岐阜県郡上郡弥富村   | 9万円               | 郡上郡弥富村ほか4村                  | 3月1日              |
| 吉田川水力電気（株）                | 岐阜県郡上郡口明方村 | 4万5000円           | 郡上郡川合村・奥明方村と大野郡清見村 | 3月1日              |
| 阿曽布村袖川村 電気事業組合（公営） | 岐阜県吉城郡袖川村   | -                   | 吉城郡袖川村・阿曽布村（一部）       | 4月1日              |
| 上宝村（公営）                      | 岐阜県吉城郡上宝村   | -                   | 所在地に同じ                         | 4月1日              |
| 落合村（公営）                      | 岐阜県恵那郡落合村   | -                   | 所在地に同じ                         | 4月1日              |
| 蛭川村（公営）                      | 岐阜県恵那郡蛭川村   | -                   | 所在地に同じ                         | 4月1日              |
| 三郷村（公営）                      | 岐阜県恵那郡三郷村   | -                   | 所在地に同じ                         | 4月1日              |
| 明知町（公営）                      | 岐阜県恵那郡明知町   | -                   | 所在地に同じ                         | 4月1日              |
| 日吉村（公営）                      | 岐阜県土岐郡日吉村   | -                   | 所在地に同じ                         | 4月1日              |
| 福地村（公営）                      | 岐阜県加茂郡福地村   | -                   | 所在地に同じ                         | 4月1日              |
| 東白川村（公営）                    | 岐阜県加茂郡東白川村 | -                   | 所在地に同じ                         | 4月1日              |
| 洲原村（公営）                      | 岐阜県武儀郡洲原村   | -                   | 所在地に同じ                         | 4月1日              |
| 口明方村（公営）                    | 岐阜県郡上郡口明方村 | -                   | 所在地に同じ                         | 4月1日              |
| 長瀬村（公営）                      | 岐阜県揖斐郡長瀬村   | -                   | 所在地に同じ                         | 4月1日              |
| 玉川水電 信用販売購買利用組合       | 静岡県安倍郡玉川村   | -                   | -                                    | 4月1日              |

- 1943年4月1日付で統合された玉川水電信用販売購買利用組合は「電気利用組合」に分類されるもので[64]、電気事業法に基づく電気事業者ではなく、産業組合法に基づく産業組合で自家用電気工作物施設によって配電するものにあたる[65]。

1942年の統合事業者中、木曽川電力と飛騨電灯は配電統制令に基づく電気供給事業設備の出資命令、井川電灯は電気供給事業の譲渡命令による統合である。また1943年3月1日付での統合事業者のうち、阿木村営・静波村営・大河内電灯・上ノ保川水力電気を除いた26事業者も電気供給事業設備の出資命令による統合にあたる。そのうち静岡電気鉄道（同年5月静岡鉄道に改称）からは電気鉄道の電源兼用であった発電所と兼営供給事業を引き継いだだけで、会社自体はその後も鉄道事業者として存続している。
また第二次統合では日本発送電からも1943年3月1日付で一部事業を譲り受けた。同社は愛知・岐阜・長野3県に供給区域を持つ。逓信省の資料によると愛知県東加茂郡旭村（一部）・岐阜県恵那郡串原村（一部）・長野県西筑摩郡王滝村・同郡三岳村の4村からなり旧大同電力区域に相当する。
以上の第二次統合の完了が終わった後も、残存する小規模な自家用電気工作物施のうち資材不足のため経営困難となり統合を希望するものなどを順次譲り受けた。1947年（昭和22年）12月にかけて統合したものは計45施設（うち組合経営が35施設）に及ぶ。

## 戦時下の中部配電

### 戦時下の供給

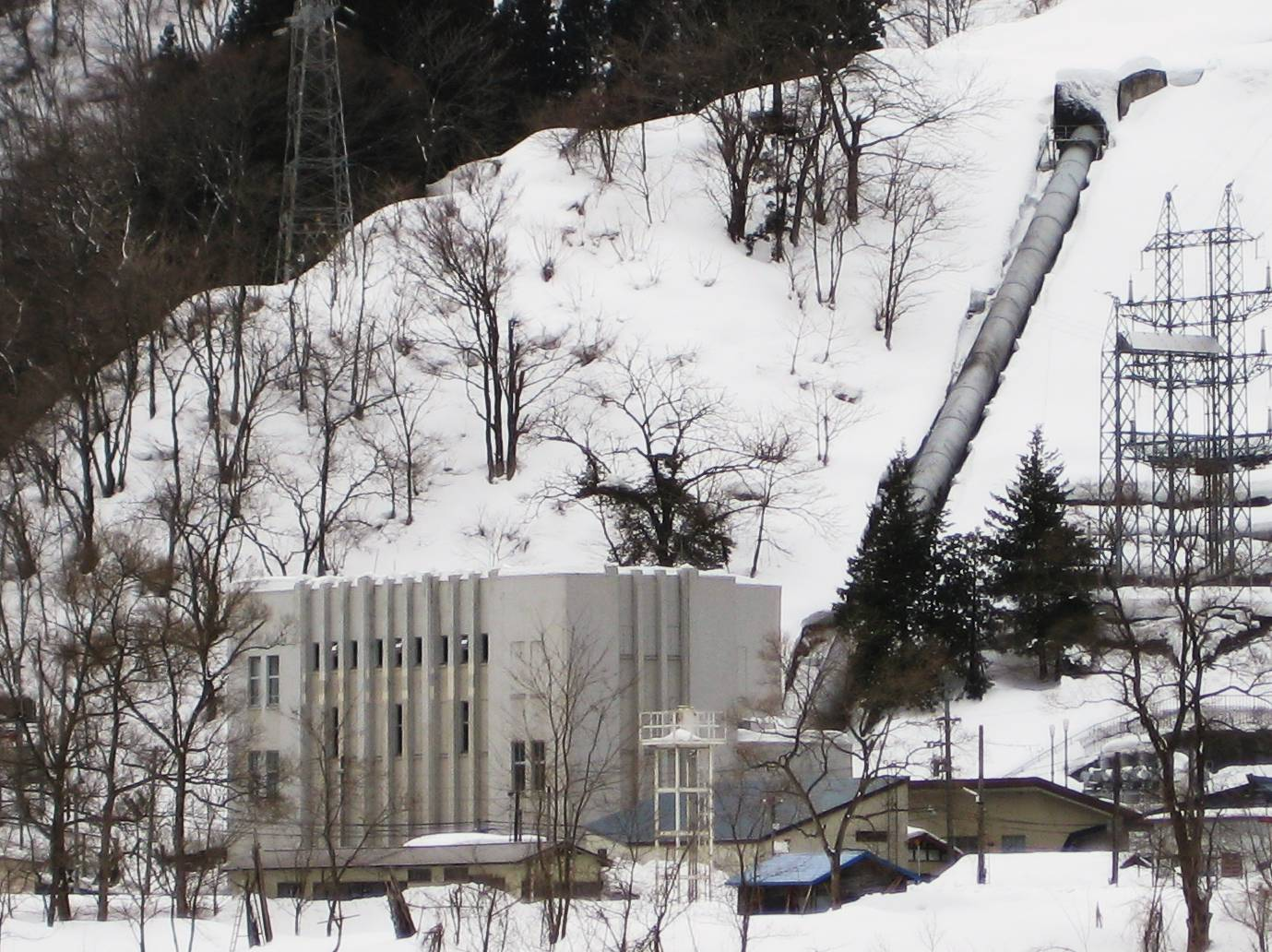
姫川第二発電所（長野県）

第一次統合によって中部配電は121か所の水力発電所と6か所の火力発電所（内燃力発電所を含む）をもって開業した。電力国家管理政策により出力5000キロワット超の水力発電所と出力1万キロワット超の火力発電所は日本発送電へと帰属しており、中部配電の自社発電所は小規模なものが多く、数は多いものの開業時の総出力は12万8360キロワットに留まる。ただし単独系統に属する発電所であるとして姫川第二発電所（出力1万3280キロワット）と中房第四発電所（出力6700キロワット）は例外的に日本発送電に属さず、出力5000キロワット超ながら中部配電へ統合されている。
開業後の第二次統合により水力発電所の追加統合があったほか、1944年（昭和19年）にかけて3か所の自社水力発電所を新設して戦時下も自社供給力増強に努めた。しかしながら中部配電の主電源は一貫して日本発送電からの受電であった。日本発送電からの受電は社内全体の発受電電力量の7割前後を占める規模である。戦時下のピークである1944年度の電源構成を見ると、年間自社発電量が7億9502万キロワット時であったのに対し、日本発送電からの年間受電電力量は19億5531万キロワット時（その他からの受電を含めた総受電量は19億9061キロワット時）に及んでいる。なお中部配電の自社火力発電所はほとんど活用されておらず、戦時下でも稼働が継続されたものは離島専用発電所に限られる。
日本発送電における電源開発は戦時下の資材・労働力不足により円滑に進まず、竣工の延期や規模縮小を余儀なくされる状態にあった。また火力発電も燃料となる石炭の不足・炭質低下によって機能不全の状況にあり、配電会社発足前から水力発電量が減少する渇水期の電力消費制限が常態化していた。こうした制限下にあった中部配電の配電事業は、限られた供給能力を軍需産業を中心に振り向けたため、電灯供給・小口電力供給の部門が徐々に衰退していった。具体的な数字を見ると、総販売電力量に占める大口電力販売量は、1942年度は73パーセントであったが、1944年度には81パーセントへと上昇している。
大口電力需要家についての資料は限られるが、1942年上期時点では長野県に工場を持つ昭和電工（アルミニウム製造）や愛知県に工場を持つ大同製鋼（特殊鋼製造、現・大同特殊鋼）が突出した需要家であった。なお日本発送電が中部配電を介さず直接供給する大口需要家も愛知県所在の矢作工業（現・東亞合成）など少数だが存在する。

### 戦時下の経営
中部配電は資本金2億円をもって設立された。株式の額面金額は1株50円で総株数は400万株となる。このうち中部合同電気・信州電気両社の株主に33万8120株、その他の設備出資事業者に対し311万7523株をそれぞれ交付し、残りの54万4357株は縁故募集という形で株主に割り当てた。本店所在地は名古屋市中区南大津通2丁目5番地（現・中区栄3丁目17番12号）で、5階建ての元福寿生命保険建物を社屋とした。支店には戦災などでその後移転したものもあるが、本店は中部配電解散まで移転していない。経営陣は初代社長に海東要造（前東邦電力代表取締役）、初代副社長に鈴木鹿象（前東邦電力取締役）がそれぞれ就任し、その他の理事（取締役に相当）・監事（監査役に相当）は第一次統合における被統合事業者11社すべてから選ばれた。
前述の通り第二次統合においても電気供給事業設備の出資という形式による統合があるため、中部配電の資本金は設立後も増加を続けた。まず1942年10月1日付で木曽川電力・飛騨電灯の統合により2億375万4450円（株式数407万5089株）へと増資。次いで1943年3月1日付の犬居町営ほか25事業の統合に伴い2億625万円（株式数412万5000株）への増資がなされた。業績について見ると、発足から1943年上期までの3期は年率7パーセントという配当率を維持できたが、実際には政府が日本発送電に補助金を支給して配電会社への電力卸売り料金を操作し、会社側でも利益のほとんどを配当に回すことで、かろうじて維持された無理のある成績であった。こうした無理は戦時下のインフレーションに抗って政府が電気料金の低料金政策を採り続けたことに起因する。
配当率は1943年下期より企業課税強化のため低下していく。さらに戦局が悪化するにつれて戦災被害による直接的損害と供給・収入減少も大きくなり、業績悪化が深刻化した。1945年（昭和20年）7月になってようやく会社発足以来最初の料金値上げ（電灯5割増・電力2割増）に踏み切ったが、当時のインフレーションの前ではほとんど無意味であり、値上げを挟んだ1945年上期決算で中部配電は赤字・無配当に転落した。

### 戦災被害
太平洋戦争末期の空襲被害は中部配電管内においても甚大であった。1944年12月から空襲（名古屋大空襲）が始まった名古屋市を筆頭に管内主要都市は軒並み空襲被害に遭い、市街地にある配電設備を中心に損害が生じたのである。被害額は配電設備だけで1986万円に及ぶ。業務設備の被害も大きく、名古屋市内所在の本店建物は焼失を免れたが、空襲がほんんどなかった長野県を除いて支店・営業所建物が多数罹災した。その反面、水力発電設備は山間部に分散するためほとんど被害はなく、送電・変電設備の被害も比較的軽微で済んだ。
戦災による総損失額は3081万9千円であった。損失の償却処理は1944年下期から計上され、戦後1946年（昭和21年）下期まで続けられた。
また大戦末期には震災被害もあった。1944年12月の昭和東南海地震と翌1945年1月の三河地震による被災である。揺れの強い地域では大規模な停電が発生したが、すでに非常動員体制が敷かれていたため、各地から応援隊が入って迅速に復旧された。

### 日本軍占領地域での活動
太平洋戦争下において日本発送電・各配電会社が手掛けた特異な事業に、日本軍が占領した東南アジア地域での電気事業経営受託がある。各社に担当地域が割り当てられており、中部配電では占領下のビルマ（現・ミャンマー）における電気事業を軍から受託することとなった。
ビルマにおける中部配電の任務は、戦禍で荒廃したラングーン（現・ヤンゴン）およびその周辺一帯における電気事業の再建であった。その指令は日本軍から中部配電設立直前の1942年3月に下っており、まず先遣隊が現地へと出発。先遣隊によってラングーン火力発電所（出力2万4000キロワット）の復旧が完成し、6月より軍関係各所への送電が可能となった。8月の正式な経営受託命令を受けて本隊もラングーンへ派遣され、10月5日、中部配電「ビルマ支店」の開設に至る（翌年1月「ビルマ局」へ改称）。1943年3月からは一般営業の再開にも漕ぎつけた。
しかし戦局の悪化により中部配電は1945年4月下旬ラングーン撤退を余儀なくされた。同地には中部配電から延べ81名が渡ったが、戦中や終戦後の拘留中に5名が病没し、現地召集された1名が戦死しているため、戦後1946年7月までに日本への帰国を果たした生存者は75名であった。

## 戦後の中部配電

### 戦後の経営
太平洋戦争の終戦から1年経った1946年9月、配電会社の法的根拠であった配電統制令が失効するとともに、同令から一部規定を引き継ぐ形で電気事業法が改正された。これを受けて各配電会社は商法に準拠した一般的な株式会社に移行し、改正電気事業法における一般供給事業者の一つとなった。中部配電でも同年10月1日付で定款を大幅改訂し、会社の位置付けを「配電統制令ニ依リ設立シ」「配電事業ノ統制ノ為配電事業ヲ営ム」（原始定款第1・2条）会社から単に電気供給事業その他を営む会社に改めた。ただし電力管理法や日本発送電については維持されており、電力国家管理という体制自体が消滅したわけではない。また日本発送電に対する政府補助金を通じて配電会社の経営を調整するという戦時下の方式に代わって、配電会社9社に日本発送電を加えた10社の損益を共同計算する本格的な「プール計算制」が始まったことから、戦後においても経営の自主性はみられなかった。
戦後は経営陣にも動きが生じた。1946年11月、自身への公職追放の適用を予見した社長海東要造が副社長鈴木鹿象とともに中部配電から退き、代わって取締役兼長野支店長の大岩復一郎が2代目社長、常務取締役兼営業部長の井上五郎が2代目副社長にそれぞれ就任したのである。以降、1951年（昭和26年）の会社解散まで大岩・井上体制が続くことになる。
経理面では、戦災復旧と設備拡充に要する費用の調達のため1947年（昭和22年）8月未払込株金の徴収を実施し、翌1948年（昭和23年）2月には戦後初の増資に踏み切って資本金を4億5000万円に引き上げた。しかし急速に進む戦後のインフレーションの影響もあり、増資だけで資金調達を賄うことができず、社債や借入金による資金調達が増加して自己資本比率の急減を引き起こした。業績面では、電気料金値上げの効果によって1947年上期に一旦復配を達成するが、さらなるインフレーションに打ち消されて同年下期から5期にわたり無配に逆戻りとなった。経営が安定化して年率10パーセントの配当が出せるまで業績が回復するのは、インフレーションの終息に朝鮮特需による増収が重なった1950年（昭和25年）上期のことである。
戦後の中部配電が戦中と異なる点の一つに労働組合の存在がある。「中部配電労働組合」（初代委員長栗山良夫）は1946年2月18日に結成。4月には日本発送電と各配電会社の労働組合の産業別連合体として「日本電気産業労働組合協議会」（電産協）が発足し、さらに翌1947年5月6日、各労働組合が単一組織に合同されて「日本電気産業労働組合」（電産）が成立した。電産はストライキを含む労使対決路線を進み、1946年12月にいわゆる「電産型賃金体系」を経営陣に認めさせるなどの戦果を挙げたものの、GHQが労働運動育成の方針を放棄するとその影響力は低下に向かった。

### 戦後の供給
中部配電管内においては、戦時下の戦災・疎開に伴う需要減に終戦に伴う軍需産業の消滅が重なって終戦直後に大幅な電力需要の減少をみたものの、これは短期的な現象に留まり、平和産業の復興や民需の増加によって間もなく需要回復に転じた。1947年度には年間販売電力量が戦前のピーク水準（1944年度の年間販売電力量24億3927万キロワット時）を回復。その後も需要増加傾向は変わらず、3年後の1951年度（昭和26年度）の年間販売電力量は1.35倍増の33億3491万キロワット時に達した。その一方で、資材・資金不足によって戦時下と同様に電源開発が停滞し、また戦時下の酷使が祟って既設発電所も故障が頻発する状況にあったため、戦時下のような電力不足状態が再燃した。
1945年11月、工事中に終戦を迎えていた旗鉾発電所（岐阜県・出力2000キロワット）が完成した。戦後に中部配電が完成させた発電所はこの1か所のみである。このように自社供給力の拡大が限定的であったため、戦後の需要増加には日本発送電からの受電量増加によって対処することとなった。1950年度の年間自社発電量は9億414万キロワット時であったが、日本発送電からの年間受電量はこれの4倍近い34億1151万キロワット時に及んでおり、自社発電量はその他からの受電を含めた社内全体の発受電電力量のうち2割を占めるに過ぎない。
火力発電所は戦後も伊勢湾の3離島（日間賀島・篠島・佐久島）で稼働していたが、燃料の入手難から本土の系統と連系する工事が着手されて1947年2月18日より海底ケーブルを使った離島送電が始まった。これにより日間賀島の発電所は廃止。篠島・佐久島の発電所は予備設備として残されたものの、発電実績は皆無となった。
電気料金については、戦後のインフレーションに伴い頻繁な値上げがあった。戦後における中部配電の料金改定は1946年1月・同年4月・1947年4月・同年7月・1948年6月・1949年12月の6度にわたる。ただし電気料金抑制という国策は戦後も継続されており、頻繁に値上げされてはいるものの当時のインフレーション水準を超すものではなかった。

### 電気事業再編成

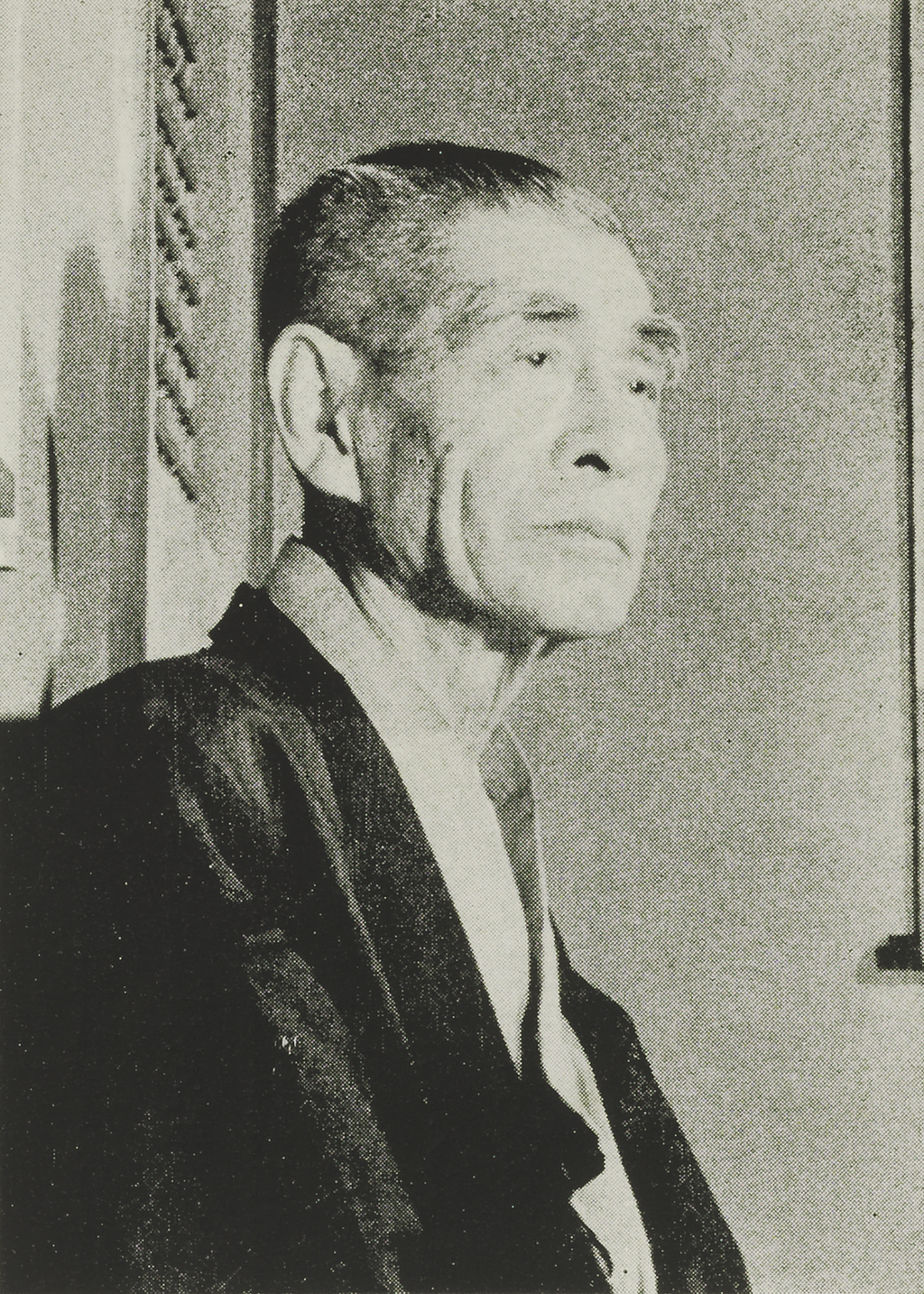
電気事業再編成審議会会長松永安左エ門（1953年）

1948年2月22日、中部配電は他の配電会社8社および日本発送電とともに過度経済力集中排除法（集排法）の指定を受けた。電力国家管理の体制を見直す動きは終戦後から存在したが、集排法指定を機に本格化していくことになる。
集排法指定を受け、当事者である日本発送電と各配電会社は4月22日付で各自別々に再編成計画書を持株会社整理委員会へと提出した。日本発送電の再編計画は発送配電事業の全国一元化を目指す内容、各配電会社の再編計画は地区別9社を発送配電一貫経営に再編する内容であった。以後、政府やGHQ内部で再編成をめぐる議論が続くが、成案化には至らなかった。1949年になるとGHQ内部において関西・中部・北陸を1社に統合して7社の発送配電一貫経営の電力会社に再編するという7ブロック案が具体化されるようになる。7ブロック化の動きに対し中部配電は需要地としての中部地方の独自性を主張して反対運動を展開し、需要家側の名古屋商工会議所なども反対の声をあげた。結局GHQは再編成の具体案作成を日本側にゆだねる方針を採り、その結果1949年11月に通商産業省の諮問機関として「電気事業再編成審議会」が立ち上げられた。
翌1950年（昭和25年）2月、電気事業再編成審議会の答申が通商産業省へ提出された。その内容は、全国を9ブロックに分け新会社を設立しつつ日本発送電の設備の半分程度を電力融通会社に引き継がせるというものであったが、日本発送電を全面的に解体し設備をすべて9つの新会社に分配するという会長松永安左エ門の案（松永案）も参考として添付されていた。しかし融通会社案はGHQの賛同を得られず、通商産業省は松永案の採用を決定、GHQとの折衝の末に企業形態は松永案、行政機構についてはGHQの意向に沿った路線で具体案を策定すると結論付けた。そして4月から再編成法案の国会審議が始まるが、今度は政府案が与党自由党を含め国会の支持を得られず、5月に法案は審議未了・廃案となった。
1950年11月になり政府は自由党の要求を盛り込んだ修正案を決定するが、今度はこの修正案がGHQの賛成を得られず電気事業再編成の動きは行き詰った。ここに至り連合国軍総司令官ダグラス・マッカーサーは吉田茂総理大臣宛に再編成促進を求める書簡を送付、これを受けて政府はいわゆる「ポツダム政令」によって電気事業再編成を実施する方針へと転換する。そして松永案とほぼ同じ企業形態への再編を規定する「電気事業再編成令」と電力行政を規定した「公益事業令」を11月24日付で公布した。

### 中部配電の解散
1950年12月15日、電力国家管理の廃止や中部配電を含む各配電会社と日本発送電の再編成による発送配電一貫経営の電力会社新設を規定した電気事業再編成令が施行された。同日公益事業令に基づく公益事業委員会が発足。中部配電を含む対象各社は翌1951年2月8日付で集排法・電気事業再編成令その他に基づく企業再編計画書を公益事業委員会に提出した。
中部配電再編計画書の概要は、中部配電は日本発送電とともに現物出資によって資本金7億5000万円の新会社「中部電力株式会社」を新設する、中部電力に対する出資額は中部配電4億5000万円・日本発送電3億円で、現物出資の対価として中部配電は中部電力の株式90万株を引き受ける、という内容である。供給区域については中部配電区域のうち岐阜県北部の吉城郡神岡町を中部電力ではなく北陸電力に含めた点が異なる。その後公益事業委員会による指令案の公告やこれについての意見を求める聴聞会開催を経て、3月31日付で再編成の決定指令公告に至った。
そして1951年5月1日、電気事業再編成が実行に移され日本発送電と配電会社9社は解散し、中部電力をはじめ発送配電一貫経営の新しい電力会社9社が一斉に発足した。中部配電においては配電設備4億5000万円分を中部電力に現物出資して同社の株式90万株（1株500円）を引き受け、他に44億6431万3千円の資産ならびに同額の負債を中部電力に引き継いだ。また供給区域の変更に伴い岐阜県神岡町地区の設備263万円を北陸電力へ譲渡し、引継ぎ負債との差額16万3千円の現金決済を受けた。中部電力は日本発送電・中部配電両社から設備と従業員1万7689名（うち中部配電引継ぎ1万4026名）を引き継ぎ発足。また北陸電力は日本発送電・北陸配電・中部配電から設備と従業員（中部配電からは27名）を引き継いで発足した。
清算に必要な部分を除いた資産・負債の一切を中部電力・北陸電力に出資または譲渡した中部配電は同日付で中部配電は解散した。以後清算手続きに入り、株主に持株10株につき中部電力株式1株を交付（端数分は現金精算）するという作業を進めて2年後の1953年（昭和28年）6月29日に清算結了株主総会を開いて清算事務を終えた。

## 年表
- 1939年（昭和14年）
  - 4月1日 - 日本発送電設立[34]。
- 1941年（昭和16年）
  - 8月30日 - 配電統制令公布・施行[74]。
  - 9月6日 - 中部地方の主要配電事業者に対し逓信大臣より中部配電株式会社設立命令書発出[3]。受命者は静岡市・伊那電気鉄道・揖斐川電気工業・日本電力・東邦電力・中央電力・中央電気・中部合同電気・長野電気・矢作水力・信州電気の11事業者[3]。
  - 9月19日 - 中部配電設立委員会の会合始まる[6]。
- 1942年（昭和17年）
  - 3月30日 ‐ 名古屋商工会議所にて創立総会開催[7]。
  - 4月1日 - 設立登記が完了し中部配電株式会社設立・開業[7]。上記11事業者を統合する第一次統合完了[62]。資本金2億円[6]、社長海東要造・副社長鈴木鹿象[92]。
  - 10月1日 - 東北配電・関東配電との間で配電区域の整理を実施[7]。第二次統合に着手し木曽川電力・飛騨電灯ほか1事業を統合[62]、資本金2億375万4450円となる[77]。
  - 10月5日 - 日本軍占領下のビルマ・ラングーンにビルマ支店（翌年1月ビルマ局に改称）を開設[80]。
  - 11月1日 - 第二次統合として2事業を統合[62]。
  - 12月1日 - 第二次統合として1事業を統合[62]。
- 1943年（昭和18年）
  - 3月1日 - 第二次統合として30事業を統合[62]。うち犬居町営ほか25事業の統合により資本金2億625万円となる[77]。
  - 4月1日 - 13事業の統合をもって第二次統合を完了[62]。
- 1944年（昭和19年）
  - 12月7日 - 東南海地震で被災[4]。
  - 12月13日 - 名古屋への空襲が始まる。以後管内の都市に空襲相次ぐ[9]。
- 1945年（昭和20年）
  - 1月13日 - 三河地震で被災[4]。
  - 4月下旬 - ラングーン撤退[80]。
- 1946年（昭和21年）
  - 2月18日 - 中部配電労働組合発足[84]。
  - 10月1日 - 配電統制令失効に伴い定款を大幅改訂[77]。
  - 11月20日 - 社長海東要造・副社長鈴木鹿象辞任[92]。
  - 11月29日 - 社長に大岩復一郎、副社長に井上五郎就任（以後解散まで在任）[92]。
- 1947年（昭和22年）
  - 5月6日 - 各配電会社と日本発送電の労働組合が合同し日本電気産業労働組合（電産）成立[84]。
  - 11月25日 - 3億5000万円への増資を決議[83]。
- 1948年（昭和23年）
  - 1月6日 - 4億5000万円への増資を決議[83]。
  - 2月22日 - 過度経済力集中排除法（集排法）の指定会社となる[87]。
- 1950年（昭和25年）
  - 11月24日 - 電気事業再編成令公布（12月15日施行）[89]。
- 1951年（昭和26年）
  - 5月1日 - 中部配電株式会社解散[14]。日本発送電と共同現物出資により中部電力を設立し、資産・負債の大部分を同社へ引き継ぐ[14]。また供給区域変更に伴い北陸電力にも一部資産を譲渡[14]。
- 1953年（昭和28年）
  - 6月29日 - 中部配電清算結了総会開催[14]。

## 本店・支店所在地
発足時の本店と支店の所在地は以下の通り。本店建物は福寿生命保険から購入したものであったが、支店建物については前身事業者で使用していた社屋をそのまま利用した。ただし、その後戦災被害などで移転した場所もある。
- 本店 - 愛知県名古屋市中区南大津通2丁目5番地
  - 本店住所は現・名古屋市中区栄3丁目17番12号[75]。
- 名古屋支店 - 愛知県名古屋市中区西松枝町1番地（旧・東邦電力名古屋支店）
- 静岡支店 - 静岡県静岡市追手町16番地1（静岡市役所内）
- 津支店 - 三重県津市大字古河237番地1（旧・東邦電力津支店）
- 岐阜支店 - 岐阜県岐阜市今川町2丁目22番地（旧・東邦電力岐阜支店）
- 長野支店 - 長野県長野市大字吉田868番地（旧・長野電気本社）

本店建物は1935年（昭和10年）に完成した5階建ての旧福寿生命保険本店を買収し活用していた。中部電力発足後も引き続き同社の本店が入ったが、1963年（昭和38年）に東新町の新社屋へと転出。その後1992年（平成4年）になって再開発され、跡地には「大津通電気ビル」が建てられている。

## 配電区域
中部配電の配電区域は、配電統制令に基づき逓信大臣から命令のあった区域、すなわち愛知県・長野県全域ならびに静岡県・三重県・岐阜県の大部分である（配電統制令下の定款第32条に明記）。この5県のうち1943年度以降も中部配電区域から除外された範囲は以下の通り。
- 静岡県東部の熱海市・三島市・沼津市・富士宮市・田方郡・賀茂郡・駿東郡・富士郡
  - 静岡県の除外区域は要するに富士川以東の地域である[4]。除外区域は関東配電区域に含まれる[93]。
- 岐阜県のうち富山県に接する吉城郡坂下村[注釈 9]および滋賀県に接する不破郡今須村[注釈 10]
  - 坂下村は北陸配電区域、今須村は関西配電区域に含まれる[93]。
- 三重県南部の南牟婁郡。ただし郡北部の北輪内村・南輪内村・新鹿村・荒坂村・泊村は中部配電区域に含む[注釈 11]。
  - 除外区域は関西配電区域に含まれる[93]。

これらの中部配電区域のうち、岐阜県最北部にあり送電系統が独立していた吉城郡神岡町については1951年の電気事業再編成にて北陸配電区域とあわせて北陸電力に移管されており、中部配電区域はこの点が中部電力の供給区域とは異なる。旧神岡町の部分を除けば、2020年（令和2年）に中部電力の一般送配電事業を引き継いだ中部電力パワーグリッドも同様の区画を供給区域として営業している。

### 配電に関する備考
上記の中部配電区域内にあっても、必ずしも中部配電による配電がなされていたとは限らない。例えば伊勢湾に浮かぶ離島の一つ神島（三重県）は1947年（昭和22年）に初めて電灯がつけられたが、「神島電気組合」（後に神島漁協組合が引き継ぐ）が運営しており、電力会社運営への移行は中部電力発足後のことであった。
また山間部の電気事業空白地帯を中心に、複数人が共同であるいは産業組合（電気利用組合という）で自家用電気工作物施設をつくり配電するという形態も戦前期には多くみられ、中部配電では希望する者からこうした施設を順次譲り受けていたが、中部配電には統合されず中部電力時代まで存続した電気利用組合も存在した。例えば愛知県では、西加茂郡猿投村・藤岡村（ともに現・豊田市）や北設楽郡田口町（現・設楽町）に中部電力発足後まで電気利用組合によって配電される集落があった。

## 発電所一覧
中部配電が運転した発電所は以下の191か所（内訳：水力発電所185か所・火力発電所6か所）である。
- 発電所名は『中部地方電気事業史』下巻330-346頁の表記に従った。
- 発電所出力は1951年5月の電気事業再編成時点のもの。『中部地方電気事業史』下巻347-356頁・『北陸地方電気事業百年史』813頁を出典とする。
  - ただし中部配電時代に廃止ないし譲渡された発電所は廃止・譲渡時点の出力を記した。特記のない限り『電気事業要覧』第35回97・102・106・119・122頁から補った。
- 所在地および水力発電所の水系名は、『電気事業要覧』第31回（1939年末時点）・『電気事業要覧』第34回187-201頁（1942年末現在）・『電気事業要覧』第36回設備編140-191・378頁（1953年3月末時点）から集めた。
- 「運転開始年月または前所有者」の項には、中部配電時代に運転を開始した発電所のみ運転開始年月を記し、これ該当しない発電所の場合は中部配電統合前の所有者を記す。前者の出典は『中部配電社史』338-340頁、後者の出典は『中部配電社史』475-477頁。
- その他の出典は適宜脚注に記した。

### 愛知県
- 22か所・総出力1万6171キロワット（電気事業再編成時点。別に廃止発電所2か所）

| 発電所名   | 出力 (kW)  | 所在地                           | 所在地                                 | 運転開始年月 または前所有者 | 備考          |
| 庄内川水系 | 庄内川水系 | 庄内川水系                       | 庄内川水系                             | 庄内川水系                  | 庄内川水系    |
| ---------- | ---------- | -------------------------------- | -------------------------------------- | --------------------------- | ------------- |
| 玉野       | 500        | 東春日井郡高蔵寺町（現春日井市） | 北緯35度16分1.2秒 東経137度4分19.2秒   | 東邦電力                    |               |
| 矢作川水系 |            |                                  |                                        |                             |               |
| 小渡       | 20         | 東加茂郡旭村（現・豊田市）       |                                        | 東邦電力                    |               |
| 万根       | 74         | 東加茂郡旭村（現・豊田市）       |                                        | 東邦電力                    |               |
| 北篠平     | 50         | 西加茂郡小原村（現・豊田市）     |                                        | 東邦電力                    |               |
| 巴川       | 1,500      | 東加茂郡盛岡村（現・豊田市）     | 北緯35度5分25.6秒 東経137度19分15.9秒  | 関東配電                    |               |
| 盛岡       | 970        | 東加茂郡盛岡村（現・豊田市）     | 北緯35度6分19.5秒 東経137度19分8秒     | 東邦電力                    |               |
| 東大見     | 500        | 東加茂郡賀茂村（現・豊田市）     | 北緯35度6分56.5秒 東経137度20分8.5秒   | 東邦電力                    |               |
| 賀茂       | 530        | 東加茂郡賀茂村（現・豊田市）     | 北緯35度7分1.5秒 東経137度19分10.5秒   | 東邦電力                    |               |
| 足助       | 2,000      | 東加茂郡足助町（現・豊田市）     | 北緯35度7分57秒 東経137度18分29.5秒    | 東邦電力                    |               |
| 白瀬       | 1,119      | 東加茂郡松平村（現・豊田市）     | 北緯35度4分30.0秒 東経137度14分17.0秒  | 関東配電                    |               |
| 岩津       | 125        | 額田郡岩津町（現・岡崎市）       | 北緯35度2分19秒 東経137度14分14.2秒    | 東邦電力                    |               |
| 乙川       | 25         | 額田郡河合村（現・岡崎市）       |                                        | 東邦電力                    |               |
| 豊川水系   |            |                                  |                                        |                             |               |
| 大名倉     | 80         | 北設楽郡名倉村（現・設楽町）     |                                        | 中央電力                    |               |
| 見代       | 320        | 南設楽郡作手村（現・新城市）     | 北緯34度55分55.7秒 東経137度26分39.3秒 | 中央電力                    |               |
| 布里       | 710        | 南設楽郡鳳来寺村（現・新城市）   | 北緯34度58分50.8秒 東経137度32分9秒    | 東邦電力                    |               |
| 横川       | 800        | 南設楽郡長篠村（現・新城市）     | 北緯34度57分19.5秒 東経137度32分53.8秒 | 東邦電力                    |               |
| 長篠       | 750        | 南設楽郡長篠村（現・新城市）     | 北緯34度56分23秒 東経137度32分59秒     | 東邦電力                    |               |
| 葭ヶ滝     | 28         | 南設楽郡長篠村（現・新城市）     |                                        | 中央電力                    |               |
| 七郷       | 35         | 八名郡七郷村（現・新城市）       |                                        | 電気利用組合                |               |
| 火力発電所 |            |                                  |                                        |                             |               |
| 熱田       | 10,000     | 名古屋市熱田区熱田東町           | 北緯35度7分25.0秒 東経136度54分56.0秒  | 東邦電力                    | 1944年3月廃止 |
| 大浜       | 6,000      | 碧海郡大浜町（現・碧南市）       | 北緯34度52分56.5秒 東経136度59分0.5秒  | 東邦電力                    |               |
| 篠島       | ※20        | 知多郡篠島村（現・南知多町）     |                                        | 東邦電力                    |               |
| 日間賀島   | ※20        | 知多郡日間賀島村（現・南知多町） |                                        | 東邦電力                    | 1948年2月廃止 |
| 佐久島     | ※15        | 幡豆郡佐久島村（現・西尾市）     |                                        | 東邦電力                    |               |

- （※）師崎水道海底ケーブル（1947年2月竣工）敷設前の発電所出力は、篠島30キロワット・日間賀島20キロワット・佐久島12キロワット[86]。
- 七郷発電所は1943年12月16日付で七郷信用販売購買利用組合より継承[100]。

### 岐阜県
- 56か所・総出力2万7657キロワット（電気事業再編成時点。別に廃止発電所6か所）

| 発電所名                 | 出力 (kW)  | 所在地                         | 所在地                                 | 運転開始年月 または前所有者 | 備考           |
| 矢作川水系               | 矢作川水系 | 矢作川水系                     | 矢作川水系                             | 矢作川水系                  | 矢作川水系     |
| ------------------------ | ---------- | ------------------------------ | -------------------------------------- | --------------------------- | -------------- |
| 矢伏                     | 65         | 恵那郡明知町（現・恵那市）     |                                        | 明知町                      |                |
| 三濃                     | 100        | 恵那郡三濃村（現・恵那市）     |                                        | 明知町                      |                |
| 静波                     | 82         | 恵那郡静波村（現・恵那市）     |                                        | 明知町                      |                |
| 庄内川水系               |            |                                |                                        |                             |                |
| 小里川第三               | 200        | 恵那郡陶町（現・瑞浪市）       | 北緯35度19分45.8秒 東経137度18分34.7秒 | 中部合同電気                |                |
| 小里川第二               | 135        | 恵那郡陶町（現・瑞浪市）       | 北緯35度19分34.4秒 東経137度18分19.5秒 | 中部合同電気                |                |
| 小里川第一               | 180        | 恵那郡陶町（現・瑞浪市）       | 北緯35度19分32.6秒 東経137度17分44.4秒 | 中部合同電気                |                |
| 小里川第四               | 100        | 土岐郡稲津村（現・瑞浪市）     |                                        | 中部合同電気                | 1950年度廃止   |
| 駄知                     | 35         | 土岐郡駄知町（現・土岐市）     |                                        | 駄知町                      |                |
| 妻木川                   | 48         | 土岐郡妻木町（現・土岐市）     |                                        | 中部合同電気                |                |
| 土岐川                   | 264        | 土岐郡土岐津町（現・土岐市）   | 北緯35度21分4.7秒 東経137度9分39.7秒   | 中部合同電気                |                |
| 木曽川水系               |            |                                |                                        |                             |                |
| 川上川                   | 100        | 恵那郡川上村（現・中津川市）   |                                        | 中部合同電気                |                |
| 高橋                     | 510        | 恵那郡中津町（現・中津川市）   |                                        | 中部合同電気                |                |
| 大西                     | 170        | 恵那郡中津町（現・中津川市）   |                                        | 中部合同電気                |                |
| 阿木                     | 45         | 恵那郡阿木村（現・中津川市）   |                                        | 阿木村                      |                |
| 奥戸                     | 450        | 恵那郡大井町（現・恵那市）     | 北緯35度28分50.0秒 東経137度23分38.2秒 | 中部合同電気                |                |
| 霧ヶ釜                   | 42         | 恵那郡蛭川村（現・中津川市）   |                                        | 蛭川村                      |                |
| 中野方                   | 50         | 恵那郡中野方村（現・恵那市）   |                                        | 中部合同電気                |                |
| 旅足川                   | 125        | 加茂郡八百津町                 |                                        | 八百津町                    |                |
| 小坂                     | 100        | 益田郡小坂町（現・下呂市）     |                                        | 飛騨電灯                    |                |
| 蕨野                     | 50         | 益田郡小坂町（現・下呂市）     |                                        | 飛騨電灯                    | 1950年度廃止   |
| 大淵                     | 43         | 益田郡下呂町（現・下呂市）     |                                        | 飛騨電灯                    |                |
| 和良川                   | 25         | 郡上郡和良村（現・郡上市）     |                                        | 東邦電力                    |                |
| 佐見川                   | 260        | 加茂郡西白川村（現・白川町）   | 北緯35度38分56.5秒 東経137度11分31秒   | 東邦電力                    |                |
| 加子母                   | 45         | 恵那郡加子母村（現・中津川市） |                                        | 加子母村                    |                |
| 東白川                   | 64         | 加茂郡東白川村                 |                                        | 東白川村                    |                |
| 黒川                     | 47         | 加茂郡黒川村（現・白川町）     |                                        | 黒川村                      |                |
| 神淵川                   | 160        | 武儀郡上麻生村（現・七宗町）   |                                        | 東邦電力                    |                |
| 木曽川水系（長良川水系） |            |                                |                                        |                             |                |
| 牛道川                   | 216        | 郡上郡牛道村（現・郡上市）     |                                        | 東邦電力                    |                |
| 川端                     | 70         | 郡上郡牛道村（現・郡上市）     |                                        | 上ノ保川水力                |                |
| 上山                     | 50         | 郡上郡白鳥町（現・郡上市）     |                                        | 東邦電力                    |                |
| 上ノ保川                 | 20         | 郡上郡西川村（現・郡上市）     |                                        | 上ノ保川水力                | 1944年度廃止   |
| 気良                     | 50         | 郡上郡奥明方村（現・郡上市）   |                                        | 吉田川水力電気              |                |
| 吉田川                   | 160        | 郡上郡口明方村（現・郡上市）   | 北緯35度47分9.7秒 東経137度0分30.5秒   | 口明方村                    |                |
| 長良川                   | 4,200      | 武儀郡洲原村（現・美濃市）     | 北緯35度34分23.5秒 東経136度55分46秒   | 東邦電力                    |                |
| 白谷                     | 1,235      | 武儀郡板取村（現・関市）       | 北緯35度39分41秒 東経136度49分6.5秒    | 東邦電力                    |                |
| 井ノ面                   | 300        | 武儀郡美濃町（現・美濃市）     | 北緯35度33分36秒 東経136度54分42.5秒   | 東邦電力                    |                |
| 棚井                     | 35         | 武儀郡上之保村（現・関市）     |                                        | 東邦電力                    |                |
| 松本                     | 15         | 武儀郡上之保村（現・関市）     |                                        | 東邦電力                    |                |
| 氷坂                     | 50         | 武儀郡下之保村（現・関市）     |                                        | 東邦電力                    |                |
| 津保川                   | 50         | 武儀郡下之保村（現・関市）     |                                        | 東邦電力                    |                |
| 富野                     | 20         | 武儀郡富野村（現・関市）       |                                        | 東邦電力                    | 1949年度廃止   |
| 加治田                   | 24         | 加茂郡加治田村（現・富加町）   |                                        | 加治田村                    |                |
| 木曽川水系（揖斐川水系） |            |                                |                                        |                             |                |
| 根尾                     | 4,500      | 本巣郡根尾村（現・本巣市）     | 北緯35度40分36秒 東経136度34分26.5秒   | 東邦電力                    |                |
| 西横山                   | 3,900      | 揖斐郡藤橋村（現・揖斐川町）   |                                        | 揖斐川電気工業              |                |
| 河合                     | 1,000      | 揖斐郡春日村（現・揖斐川町）   | 北緯35度28分4.3秒 東経136度27分27.7秒  | 東邦電力                    |                |
| 小宮神                   | 600        | 揖斐郡春日村（現・揖斐川町）   | 北緯35度27分59.0秒 東経136度27分44.2秒 | 東邦電力                    |                |
| 春日                     | 1,800      | 揖斐郡春日村（現・揖斐川町）   | 北緯35度28分15.9秒 東経136度29分58.2秒 | 東邦電力                    |                |
| 市場                     | 25         | 揖斐郡小島村（現・揖斐川町）   |                                        | 東邦電力                    |                |
| 神通川水系               |            |                                |                                        |                             |                |
| 宮                       | 40         | 大野郡宮村（現・高山市）       |                                        | 宮村                        |                |
| 池ノ俣                   | 1,480      | 大野郡丹生川村（現・高山市）   | 北緯36度9分24.5秒 東経137度29分21.5秒  | 飛騨電灯                    |                |
| 旗鉾                     | 2,000      | 大野郡丹生川村（現・高山市）   | 北緯36度10分40.0秒 東経137度27分45.3秒 | 1945年11月                  |                |
| 茶屋野                   | 910        | 大野郡丹生川村（現・高山市）   | 北緯36度10分13.5秒 東経137度20分20.0秒 | 1944年12月                  |                |
| 下切                     | 550        | 大野郡上枝村（現・高山市）     | 北緯36度10分55.2秒 東経137度15分30.1秒 | 飛騨電灯                    |                |
| 天神                     | 500        | 吉城郡国府村（現・高山市）     | 北緯36度11分54.8秒 東経137度15分20.0秒 | 飛騨電灯                    |                |
| 戸市                     | 48         | 吉城郡細江村（現・飛騨市）     |                                        | 細江村小鷹利村              | 1943年度廃止   |
| 細江                     | 120        | 吉城郡細江村（現・飛騨市）     |                                        | 細江村小鷹利村              |                |
| 大谷                     | 40         | 吉城郡河合村（現・飛騨市）     |                                        | 角川電気                    |                |
| 平湯                     | 5          | 吉城郡上宝村（現・高山市）     |                                        | 飛騨電灯                    |                |
| 坪野                     | 45         | 吉城郡上宝村（現・高山市）     |                                        | 上宝村                      |                |
| 袖川                     | 42         | 吉城郡袖川村（現・飛騨市）     |                                        | 阿曽布村袖川村              | 北陸電力へ移管 |
| 船津                     | 300        | 吉城郡船津町（現・飛騨市）     | 北緯36度19分40.6秒 東経137度17分32.8秒 | 船津町                      | 北陸電力へ移管 |
| 茂住                     | 10         | 吉城郡船津町（現・飛騨市）     |                                        | 茂住電灯                    | 1950年度廃止   |

### 静岡県
- 12か所・総出力7899キロワット（電気事業再編成時点。別に廃止発電所7か所）

| 発電所名   | 出力 (kW)  | 所在地                         | 所在地                                 | 運転開始年月 または前所有者 | 備考         |
| 都田川水系 | 都田川水系 | 都田川水系                     | 都田川水系                             | 都田川水系                  | 都田川水系   |
| ---------- | ---------- | ------------------------------ | -------------------------------------- | --------------------------- | ------------ |
| 鎮玉       | 78         | 引佐郡鎮玉村（現・浜松市）     |                                        | 関東配電                    | 1943年度廃止 |
| 都田       | 152        | 引佐郡都田村（現・浜松市）     |                                        | 関東配電                    |              |
| 天竜川水系 |            |                                |                                        |                             |              |
| 河内川     | 50         | 磐田郡浦川町（現・浜松市）     |                                        | 中央電力                    |              |
| 水窪       | 40         | 周智郡水窪町（現・浜松市）     |                                        | 中央電力                    |              |
| 熊切       | 49         | 周智郡熊切村（現・浜松市）     |                                        | 関東配電                    | 1943年度廃止 |
| 竜山       | 60         | 磐田郡龍山村（現・浜松市）     |                                        | 関東配電                    |              |
| 横山       | 30         | 磐田郡龍川村（現・浜松市）     |                                        | 関東配電                    | 1949年度廃止 |
| 川瀬       | 100        | 磐田郡上阿多古村（現・浜松市） |                                        | 関東配電                    | 1943年度廃止 |
| 藤平       | 100        | 磐田郡上阿多古村（現・浜松市） |                                        | 関東配電                    | 1944年度廃止 |
| 大井川水系 |            |                                |                                        |                             |              |
| 銀葉沢     | 15         | 安倍郡井川村（現・静岡市）     |                                        | 井川電灯                    | 1949年度廃止 |
| 安倍川水系 |            |                                |                                        |                             |              |
| 関之沢     | 25         | 安倍郡梅ヶ島村（現・静岡市）   |                                        | 梅ヶ島電業所                |              |
| 玉川       | 50         | 安倍郡玉川村（現・静岡市）     |                                        | 電気利用組合                |              |
| 渡本       | 24         | 安倍郡大河内村（現・静岡市）   |                                        | 大河内電灯                  | 1950年度廃止 |
| 大川       | 250        | 安倍郡大川村（現・静岡市）     | 北緯35度4分13.3秒 東経138度14分35.8秒  | 静岡電気鉄道                |              |
| 清沢       | 500        | 安倍郡清沢村（現・静岡市）     | 北緯35度2分52.2秒 東経138度14分58.7秒  | 静岡電気鉄道                |              |
| 富士川水系 |            |                                |                                        |                             |              |
| 鳥並       | 1,060      | 富士郡柚野村（現・富士宮市）   | 北緯35度14分26.6秒 東経138度33分29.8秒 | 静岡市                      |              |
| 大久保     | 2,000      | 富士郡芝富村（現・富士宮市）   | 北緯35度13分29.7秒 東経138度33分41.9秒 | 静岡市                      |              |
| 長貫       | 3,080      | 富士郡芝富村（現・富士宮市）   | 北緯35度12分0.9秒 東経138度33分45.8秒  | 静岡市                      |              |
| 朏島       | 632        | 富士郡芝富村（現・富士宮市）   | 北緯35度11分35.6秒 東経138度34分5.6秒  | 静岡市                      |              |

- 玉川発電所は1943年4月1日付で玉川水電信用販売購買利用組合より継承[100]。

### 長野県
- 66か所・総出力8万3419キロワット（電気事業再編成時点。別に廃止発電所2か所・譲渡発電所2か所）

| 発電所名     | 出力 (kW)  | 所在地                           | 所在地                                 | 運転開始年月 または前所有者 | 備考          |
| 木曽川水系   | 木曽川水系 | 木曽川水系                       | 木曽川水系                             | 木曽川水系                  | 木曽川水系    |
| ------------ | ---------- | -------------------------------- | -------------------------------------- | --------------------------- | ------------- |
| 日義         | 1,200      | 西筑摩郡日義村（現・木曽町）     | 北緯35度52分9.5秒 東経137度43分50.5秒  | 木曽川電力                  |               |
| 新開         | 1,200      | 西筑摩郡新開村（現・木曽町）     | 北緯35度51分36.5秒 東経137度43分12.5秒 | 木曽川電力                  |               |
| 杭ノ原       | 300        | 西筑摩郡新開村（現・木曽町）     |                                        | 木曽川電力                  |               |
| 城山         | 1,350      | 西筑摩郡福島町（現・木曽町）     | 北緯35度51分4.5秒 東経137度42分9.5秒   | 木曽川電力                  |               |
| 蘭川         | 1,200      | 西筑摩郡吾妻村（現・南木曽町）   | 北緯35度35分9.5秒 東経137度35分26.4秒  | 中部合同電気                | 1945年6月譲渡 |
| 矢作川水系   |            |                                  |                                        |                             |               |
| 檜原川       | 35         | 下伊那郡根羽村                   |                                        | 伊那電気鉄道                | 1944年度廃止  |
| 天竜川水系   |            |                                  |                                        |                             |               |
| 米沢         | 530        | 諏訪郡米沢村（現・茅野市）       | 北緯36度2分6.0秒 東経138度12分19.3秒   | 信濃水電                    |               |
| 福沢         | 1,320      | 諏訪郡豊平村（現・茅野市）       | 北緯36度1分11.5秒 東経138度10分44.3秒  | 信濃水電                    |               |
| 蝶ヶ沢       | 250        | 諏訪郡下諏訪町（現・諏訪市）     | 北緯36度6分19.2秒 東経138度6分53.6秒   | 信州電気                    |               |
| 落合         | 200        | 諏訪郡下諏訪町（現・諏訪市）     | 北緯36度5分56.6秒 東経138度5分24.2秒   | 信州電気                    |               |
| 砥川         | 450        | 諏訪郡下諏訪町（現・諏訪市）     | 北緯36度5分16.5秒 東経138度5分0.2秒    | 伊那電気鉄道                |               |
| 小黒         | 675        | 上伊那郡伊那町（現・伊那市）     | 北緯35度49分49.8秒 東経137度52分25.0秒 | 伊那電気鉄道                |               |
| 戸台         | 430        | 上伊那郡美和村（現・伊那市）     | 北緯35度46分54.7秒 東経138度8分8.9秒   | 伊那電気鉄道                |               |
| 太田切       | 1,400      | 上伊那郡宮田村                   |                                        | 伊那電気鉄道                |               |
| 新宮川       | 120        | 上伊那郡中沢村（現・駒ヶ根市）   |                                        | 中沢村                      |               |
| 松川第三     | 1,040      | 飯田市陣ヶ沢                     | 北緯35度32分22.2秒 東経137度45分57.0秒 | 伊那電気鉄道                |               |
| 松川第四     | 2,400      | 飯田市陣ヶ沢                     | 北緯35度31分37.5秒 東経137度47分13.7秒 | 伊那電気鉄道                |               |
| 竜丘         | 35         | 下伊那郡竜丘村（現・飯田市）     |                                        | 電気利用組合                |               |
| 久米川       | 35         | 下伊那郡竜丘村（現・飯田市）     |                                        | 電気利用組合                |               |
| 池口川       | 46         | 下伊那郡和田村（現・飯田市）     |                                        | 伊那電気鉄道                | 1943年度廃止  |
| 新野川       | 38         | 下伊那郡神原村（現・天龍村）     |                                        | 中央電力                    |               |
| 信濃川水系   |            |                                  |                                        |                             |               |
| 海ノ口       | 2,550      | 南佐久郡南牧村                   | 北緯36度0分37.8秒 東経138度30分24.8秒  | 長野電気                    |               |
| 松原         | 450        | 南佐久郡北牧村（現・小海町）     | 北緯36度3分9.1秒 東経138度27分12.6秒   | 長野電気                    |               |
| 八那池第一   | 810        | 南佐久郡北牧村（現・小海町）     | 北緯36度3分23.7秒 東経138度28分0.5秒   | 長野電気                    |               |
| 八那池第二   | 450        | 南佐久郡北牧村（現・小海町）     |                                        | 長野電気                    |               |
| 大岳川       | 600        | 南佐久郡畑八村（現・佐久穂町）   | 北緯36度7分40.9秒 東経138度24分20.9秒  | 千曲電気                    |               |
| 臼田         | 2,500      | 南佐久郡臼田町（現・佐久市）     | 北緯36度11分9.0秒 東経138度28分55.0秒  | 千曲電気                    |               |
| 長倉         | 520        | 北佐久郡西長倉村（現・軽井沢町） | 北緯36度19分38.7秒 東経138度34分53.7秒 | 長野電気                    |               |
| 茂沢         | 1,600      | 北佐久郡伍賀村（現・軽井沢町）   | 北緯36度19分20.9秒 東経138度33分29.9秒 | 長野電気                    |               |
| 広戸         | 1,500      | 北佐久郡伍賀村（現・御代田町）   | 北緯36度18分27.6秒 東経138度32分15.3秒 | 長野電気                    |               |
| 湯沢         | 280        | 北佐久郡春日村（現・佐久市）     |                                        | 長野電気                    |               |
| 塩沢第一     | 358        | 小県郡祢津村（現・東御市）       | 北緯36度23分54.8秒 東経138度23分57.4秒 | 信州電気                    |               |
| 塩沢第二     | 358        | 小県郡祢津村（現・東御市）       | 北緯36度23分31.3秒 東経138度23分21.3秒 | 信州電気                    |               |
| 唐沢         | 760        | 小県郡和田村（現・長和町）       | 北緯36度10分39.8秒 東経138度10分42.0秒 | 信州電気                    |               |
| 和田         | 1,580      | 小県郡和田村（現・長和町）       | 北緯36度11分39.8秒 東経138度12分7.0秒  | 信州電気                    |               |
| 水沢         | 886        | 小県郡和田村（現・長和町）       | 北緯36度12分39.3秒 東経138度13分27.4秒 | 信州電気                    |               |
| 青原         | 1,600      | 小県郡和田村（現・長和町）       | 北緯36度14分8.8秒 東経138度15分2.7秒   | 信州電気                    |               |
| 武石         | 200        | 小県郡武石村（現・上田市）       | 北緯36度15分43.8秒 東経138度8分22.5秒  | 長野電気                    |               |
| 横沢第一     | 840        | 小県郡長村（現・上田市）         | 北緯36度27分24.6秒 東経138度19分59.0秒 | 長野電気                    |               |
| 横沢第二     | 280        | 小県郡長村（現・上田市）         | 北緯36度27分9.1秒 東経138度19分49.0秒  | 長野電気                    |               |
| 畑山         | 220        | 小県郡神科村（現・上田市）       |                                        | 長野電気                    |               |
| 奈川         | 18         | 西筑摩郡奈川村（現・松本市）     |                                        | 木曽川電力                  |               |
| 島々         | 700        | 南安曇郡安曇村（現・松本市）     |                                        | 信州電気                    | 1944年6月譲渡 |
| 梓           | 2,000      | 南安曇郡梓村（現・松本市）       | 北緯36度12分49.3秒 東経137度51分23.3秒 | 1944年12月                  |               |
| 薄川第四     | 790        | 東筑摩郡入山辺村（現・松本市）   | 北緯36度11分24.2秒 東経138度4分23.6秒  | 中央電気                    |               |
| 薄川第三     | 150        | 東筑摩郡入山辺村（現・松本市）   | 北緯36度11分40.6秒 東経138度4分3.2秒   | 中央電気                    |               |
| 薄川第二     | 1,300      | 東筑摩郡入山辺村（現・松本市）   | 北緯36度13分2.3秒 東経138度2分44.4秒   | 中央電気                    |               |
| 薄川第一     | 370        | 東筑摩郡入山辺村（現・松本市）   | 北緯36度13分27.9秒 東経138度1分57.6秒  | 中央電気                    |               |
| 犀川         | 2,400      | 東筑摩郡中川手村（現・安曇野市） | 北緯36度21分1.2秒 東経137度55分30.8秒  | 信州電気                    |               |
| 烏川第一     | 1,200      | 南安曇郡西穂高村（現・安曇野市） | 北緯36度18分39.7秒 東経137度49分11.0秒 | 信州電気                    |               |
| 烏川第二     | 1,026      | 南安曇郡西穂高村（現・安曇野市） | 北緯36度18分56.1秒 東経137度49分59.3秒 | 信州電気                    |               |
| 中房第五     | 2,150      | 南安曇郡有明村（現・安曇野市）   | 北緯36度22分12.4秒 東経137度45分48.0秒 | 信州電気                    |               |
| 中房第四     | 6,700      | 南安曇郡有明村（現・安曇野市）   | 北緯36度22分24.1秒 東経137度47分50.7秒 | 信州電気                    |               |
| 中房第四補助 | 500        | 南安曇郡有明村（現・安曇野市）   |                                        | 信州電気                    |               |
| 宮城第二     | 470        | 南安曇郡有明村（現・安曇野市）   | 北緯36度22分36.9秒 東経137度48分21.4秒 | 信州電気                    |               |
| 宮城第一     | 400        | 南安曇郡有明村（現・安曇野市）   | 北緯36度22分51.6秒 東経137度48分45.8秒 | 信州電気                    |               |
| 宮城第三     | 720        | 南安曇郡有明村（現・安曇野市）   | 北緯36度22分52.5秒 東経137度49分13.0秒 | 信州電気                    |               |
| 日影         | 150        | 上水内郡鬼無里村（現・長野市）   |                                        | 電気利用組合                |               |
| 芋井         | 550        | 上水内郡芋井村（現・長野市）     |                                        | 長野電気                    |               |
| 里島         | 3,280      | 長野市大字長野                   | 北緯36度39分33.4秒 東経138度10分3.7秒  | 長野電気                    |               |
| 鳥居川第三   | 2,000      | 上水内郡柏原村（現・信濃町）     | 北緯36度47分9.5秒 東経138度7分40.1秒   | 長野電気                    |               |
| 鳥居川第二   | 2,000      | 上水内郡柏原村（現・信濃町）     | 北緯36度47分20.8秒 東経138度9分1.0秒   | 長野電気                    |               |
| 鳥居川第一   | 1,500      | 上水内郡柏原村（現・信濃町）     | 北緯36度47分17.2秒 東経138度10分3.2秒  | 長野電気                    |               |
| 鳥居川第四   | 670        | 上水内郡柏原村（現・信濃町）     | 北緯36度47分16.9秒 東経138度10分37.9秒 | 長野電気                    |               |
| 八蛇川       | 20         | 上水内郡高岡村（現・飯綱町）     |                                        | 電気利用組合                |               |
| 樽川         | 1,700      | 下高井郡上木島村（現・木島平村） | 北緯36度49分36.3秒 東経138度25分26.9秒 | 長野電気                    |               |
| 姫川水系     |            |                                  |                                        |                             |               |
| 南股         | 2,200      | 北安曇郡北城村（現・白馬村）     | 北緯36度42分50.8秒 東経137度48分22.8秒 | 信州電気                    |               |
| 二股         | 4,240      | 北安曇郡北城村（現・白馬村）     | 北緯36度43分14.0秒 東経137度49分33.5秒 | 信州電気                    |               |
| 楠川         | 320        | 北安曇郡北城村（現・白馬村）     |                                        | 信州電気                    |               |
| 姫川第二     | 13,280     | 北安曇郡南小谷村（現・小谷村）   | 北緯36度48分17.2秒 東経137度54分29.6秒 | 信州電気                    |               |

- 竜丘・久米川発電所は1944年1月1日付で竜丘電気利用組合より、日影発電所は同年3月1日付で上水電気利用組合より、八蛇川発電所は1943年12月16日付で高岡信用販売購買利用組合よりそれぞれ継承[100]。
- 蘭川発電所は1945年6月1日付で、島々発電所は1944年6月1日付でともに日本発送電へ譲渡[100]。

### 三重県
- 15か所・総出力8384キロワット（電気事業再編成時点。別に廃止発電所1か所）

| 発電所名   | 出力 (kW)  | 所在地                       | 所在地                                 | 運転開始年月 または前所有者 | 備考          |
| 員弁川水系 | 員弁川水系 | 員弁川水系                   | 員弁川水系                             | 員弁川水系                  | 員弁川水系    |
| ---------- | ---------- | ---------------------------- | -------------------------------------- | --------------------------- | ------------- |
| 十社第一   | 25         | 員弁郡十社村（現・いなべ市） |                                        | 東邦電力                    |               |
| 十社第二   | 47         | 員弁郡十社村（現・いなべ市） |                                        | 東邦電力                    |               |
| 朝明川水系 |            |                              |                                        |                             |               |
| 千草       | 350        | 三重郡千種村（現・菰野町）   | 北緯35度2分37秒 東経136度28分16.3秒    | 東邦電力                    |               |
| 雲出川水系 |            |                              |                                        |                             |               |
| 竹原       | 700        | 一志郡竹原村（現・津市）     | 北緯34度35分38秒 東経136度18分26.8秒   | 東邦電力                    |               |
| 櫛田川水系 |            |                              |                                        |                             |               |
| 宮前       | 832        | 飯南郡宮前村（現・松阪市）   | 北緯34度25分27.7秒 東経136度19分28.8秒 | 東邦電力                    |               |
| 波多瀬     | 800        | 多気郡五ヶ谷村（現・多気町） | 北緯34度28分41.5秒 東経136度25分37.5秒 | 東邦電力                    |               |
| 下出江     | 700        | 飯南郡茅広江村（現・多気町） | 北緯34度29分2.5秒 東経136度28分45.5秒  | 東邦電力                    |               |
| 鍬形       | 270        | 多気郡津田村（現・多気町）   |                                        | 東邦電力                    |               |
| 淀川水系   |            |                              |                                        |                             |               |
| 阿保       | 400        | 名賀郡種生村（現・伊賀市）   | 北緯34度39分15秒 東経136度11分14.3秒   | 東邦電力                    |               |
| 馬野川     | 90         | 阿山郡布引村（現・伊賀市）   |                                        | 東邦電力                    |               |
| 新居       | 150        | 阿山郡新居村（現・伊賀市）   |                                        | 東邦電力                    |               |
| 比奈知     | 800        | 名賀郡比奈知村（現・名張市） |                                        | 東邦電力                    |               |
| 箕曲       | 700        | 名賀郡箕曲村（現・名張市）   |                                        | 東邦電力                    |               |
| 銚子川水系 |            |                              |                                        |                             |               |
| 銚子川第二 | 2,400      | 北牟婁郡相賀町（現・紀北町） | 北緯34度8分27.2秒 東経136度9分50.7秒   | 1942年4月                   |               |
| 銚子川第一 | 120        | 北牟婁郡相賀町（現・紀北町） |                                        | 東邦電力                    |               |
| 火力発電所 |            |                              |                                        |                             |               |
| 三重       | 7,700      | 津市大字古河                 |                                        | 東邦電力                    | 1944年3月廃止 |

### 発電所に関する備考
日本発送電帰属発電所
中部配電管内の地域において日本発送電に発電設備を引き継いだ事業者は、中部配電第一次統合11事業者のうち揖斐川電気工業・日本電力・東邦電力・中央電力・中央電気・長野電気・矢作水力・信州電気の8社のほか、大同電力・木曽発電・神岡水電・東京電灯・東信電気・京浜電力・梓川電力・富士電力・大井川電力・愛岐水力・中部共同火力発電・信越化学工業の12社がある。このうち信越化学工業は旧長野電気系列の化学メーカーであるが、自社水力発電所と自社化学工場を直結する送電線の設置が認可されないためやむなく日本発送電経由で送電していたところ、1944年12月に発電所譲渡を余儀なくされたものである。
日本発送電が運営する発電所は「電力管理法施行令」にて出力5000キロワット超の水力発電所と出力1万キロワット超の火力発電所、ならびにこれらと密接な関係を有する発電所、と定められていた。従って出力5000キロワット以下の発電所でも日本発送電に引き継がれたものが多数あり、中部配電管内では出力325キロワットの川下発電所（愛知県）が最小規模であった。
中部電力への発電所移管
中部配電は1950年度末（1951年3月末）時点において、水力発電所168か所・総出力13万7495キロワットおよび火力発電所3か所・総出力6035キロワットを保有していた。発電所数・出力に1951年4月中の変更はなく、そのまま1951年5月1日付の電気事業再編成を迎えた。再編成では供給区域の変更に伴い袖川・船津両水力発電所（総出力342キロワット）が北陸電力に引き継がれたが、それ以外の発電所はいずれも中部電力に継承された。
また日本発送電所属発電所のうち、水力発電所54か所・総出力59万9875キロワットおよび火力発電所3か所・総出力28万7000キロワットも中部電力へと引き継がれた。従って設立時の中部電力が持つ発電設備は、水力発電所220か所・総出力73万7028キロワットならびに火力発電所6か所・総出力29万3035キロワットであった。
統合対象外の発電所
中部配電設立後の1942年末段階で、中部配電管内に発電所を有し他の電気事業に電力供給をなす「特定電気供給事業者」の扱いをうける事業者には日本軽金属・東海紙料（以上静岡県）・長野電鉄（長野県）の3社と前述の信越化学工業があった。日本軽金属は1939年7月に「富士川電力」という電力会社（同年1月開業）を合併して山梨・静岡両県に大規模水力発電所を建設、それを電源にアルミニウム製錬工場を操業していた。また東海紙料はパルプ製造、長野電鉄は電気鉄道の電源としてそれぞれ水力発電所を建設し、余剰電力を電力会社へ売電していた事業者にあたる。この3社は発電所を配電会社・日本発送電へ供出しておらず、1951年3月末の段階でも自家用の扱いで水力発電所を運転している。
1951年3月末の段階において中部配電管内で自家用水力発電所を運転する会社には、上記3社以外にも本州製紙中津工場・神岡鉱業神岡鉱業所・揖斐川電気工業（以上岐阜県）・昭和電工・電気化学工業（以上長野県）の5社があった。

## 関係会社一覧
中部配電には下記の2社を関係会社として傘下に置いていた。いずれも中部配電解散後は中部電力の傘下に移行している。
- 東海電気工事株式会社 - 中部配電関係の工事を受託する電気工事業者23社を統合し1944年10月設立[112]。中部配電が資本金200万円のうち60万円を出資する[112]。1989年トーエネックに社名変更。
- 株式会社愛知電機工作所 - 1942年柱上変圧器の修理会社として設立[112]。中部配電から戦災修理を大量に受注した結果、1946年2月になって中部配電が株式の3割を引き取った[112]。1986年愛知電機へ社名変更。